# Französische Fußballnationalmannschaft
Die französische Fußballnationalmannschaft der Männer (französisch Équipe de France de football) häufig auch Les Bleus (nach den traditionell blauen Trikots) oder in deutschsprachigen Medien Équipe Tricolore (nach der Flagge Frankreichs) genannt, ist eine der erfolgreichsten Nationalmannschaften im Fußball. Aufgrund ihrer personellen Zusammensetzung entwickelte sich ab 1998 zudem in wortspielerischer Anlehnung an die Farben der Landesflagge (bleu-blanc-rouge) der Neologismus „black-blanc-beur“ („Schwarze, Weiße, Maghrebiner“).
Frankreich gewann bisher zwei Weltmeisterschaften (1998, 2018) und zwei Europameistertitel (1984, 2000) sowie zweimal den Konföderationen-Pokal (2001, 2003). 2021 kam der Titel in der UEFA Nations League hinzu. Die Nationalmannschaft ist neben der brasilianischen Seleção die einzige, die für alle bisherigen Weltmeisterschaften eine Meldung abgegeben hat. Allerdings scheiterten die Bleus im Unterschied zu Brasilien bereits mehrmals in den WM-Qualifikationsturnieren oder verzichteten auf die Endrundenteilnahme (so 1950). Frankreich richtete auch selbst früh Endrunden von Kontinentalturnieren aus, nämlich 1938 die dritte Welt- und 1960 die erste Europameisterschaft.
Ihre offizielle Länderspielgeschichte beginnt im Jahr 1904; allerdings gab es bereits seit der Jahrhundertwende Länderspiele, die von der Union des sociétés françaises de sports athlétiques (USFSA), dem bis zum Ersten Weltkrieg mitgliederstärksten nationalen Fußballverband, organisiert wurden. Die USFSA vertrat das Land bis 1908 im von ihr mitbegründeten Weltverband FIFA; ab 1909 ersetzte sie darin der Dachverband der konkurrierenden Verbände, der Comité Français Interfédéral. Mit der Vereinigung aller französischen Fußballorganisationen im Jahr 1919 übernahm die Fédération Française de Football (FFF, bis gegen 1940 offiziell Fédération Française de Football Association bzw. FFFA) dessen Rolle.
Die FFF zählt derzeit 890 offizielle A-Länderspiele gegen 89 Gegner aus sämtlichen Kontinentalverbänden der FIFA; nach anderen Zählungen weicht die tatsächliche Zahl davon aber ab, weil zu unterschiedlichen Zeiten auch einzelne „Trainingsbegegnungen“, Partien gegen Mannschaften aus Frankreichs ehemaligen Kolonien, Kontinentalauswahlen und sogar Vereinsteams als offiziell gewertet wurden. Mit Abstand häufigster Gegner ist Belgien, gefolgt von England, der Schweiz, Italien und Spanien. Ihre Heimspiele tragen die Franzosen in aller Regel in einem der großen Stadien der Metropolregion Paris aus; seit 1998 ist das Stade de France in Saint-Denis das „Nationalstadion“ (siehe unten). Seit Juli 2012 trainiert Didier Deschamps die Nationalelf.
Neben der A-Nationalmannschaft existiert noch eine B-Elf, in Frankreich seit den 1980er Jahren als Équipe A’ bezeichnet. Diese soll der Heranführung von Spielern an den Kreis der jeweiligen „ersten Wahl“ dienen und bestreitet ihre Begegnungen meist einen Tag vor einem A-Länderspiel; allerdings ist sie in den vergangenen Jahren nur noch sehr sporadisch zusammengestellt worden. Zwischen 1922 und 1968 hingegen hatte sie regelmäßig internationale Spiele ausgetragen.

## Geschichte

### Vorläufer und Anfangsjahre bis 1919
| Jahr | Turnier                        | Teilnahme Platzierung |
| ---- | ------------------------------ | --------------------- |
| 1900 | Olympische Spiele in Paris     | Zweiter               |
| 1908 | Olympische Spiele in London    | Halbfinale            |
| 1912 | Olympische Spiele in Stockholm | abgesagt              |

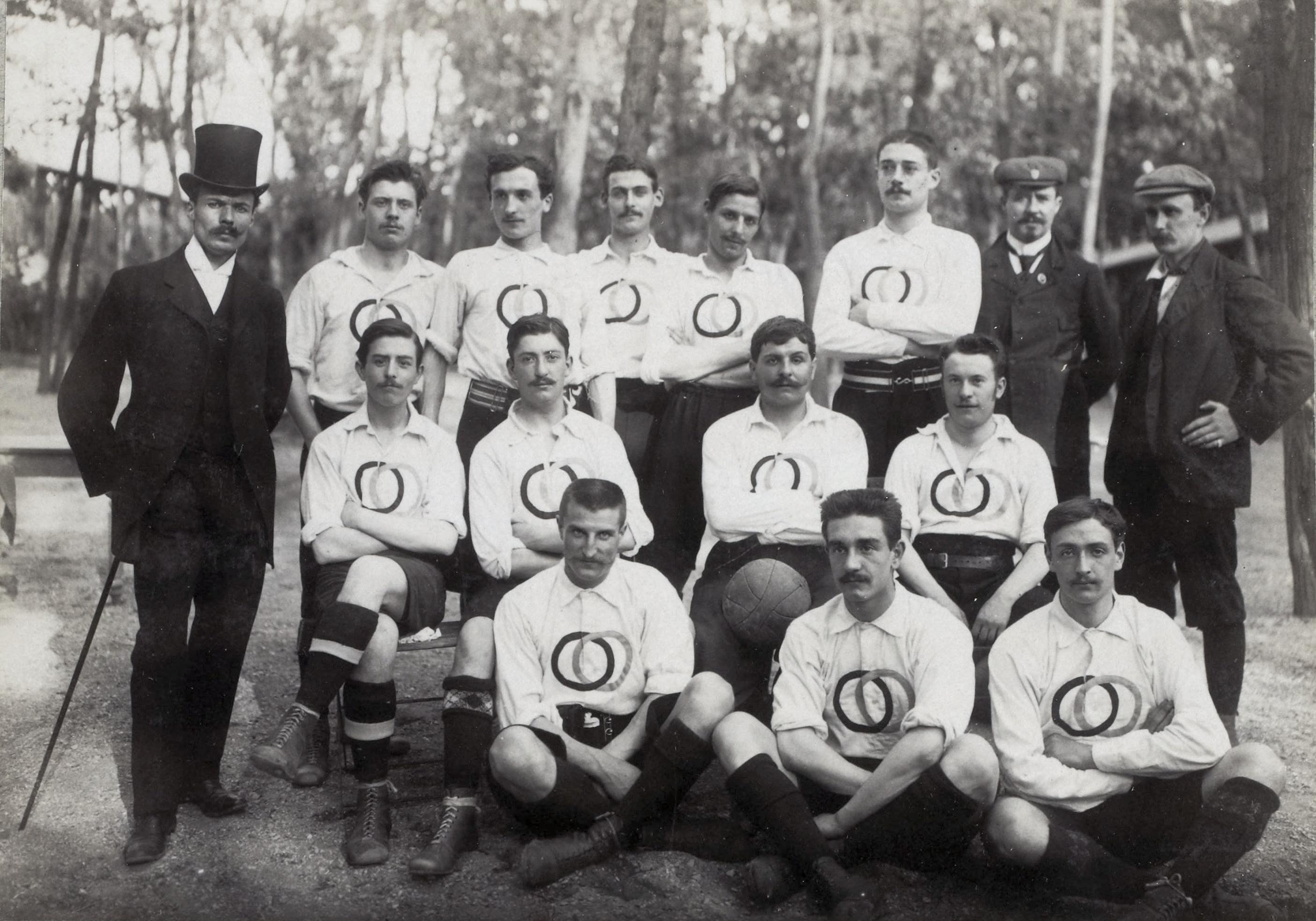
Frankreichs Mannschaft bei den Olympischen Spielen 1900

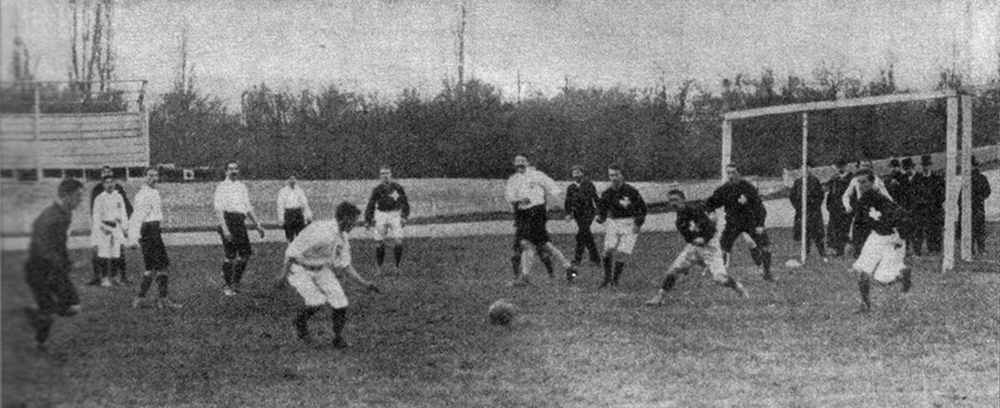
Szene aus dem Länderspiel gegen die Schweiz (1905)

Bereits 1893 trug eine Pariser Auswahlmannschaft ein internationales Spiel gegen das Londoner Amateur-Vereinsteam Marylebone F.C. aus; die Pariser Elf setzte sich hauptsächlich aus dort lebenden Engländern zusammen, die bei Vereinen wie White Rovers und Standard AC spielten, aber auch Franzosen vom Club Français, und unterlag mit 0:3. Zwischen 1900 und 1904 bestritten Mannschaften der USFSA fünf Begegnungen gegen Auswahlteams aus Belgien und England, zwei davon anlässlich des Fußball-Demonstrationswettbewerbs bei der Sommerolympiade 1900 am Rande der Weltausstellung in Paris; dabei vertrat der Club Français die französischen Farben. Auch gegen eine Auswahl aus Deutschland – die Partien zählen zu den sogenannten deutschen Ur-Länderspielen – spielte ein Vereinsteam (die White Rovers) im Dezember 1898 und unterlag mit 0:7; einer Pariser Stadtauswahl gelang am Tag darauf ein 1:2. Als offizielle Länderspiele zählen diese Begegnungen allerdings nicht. Als solche werden – auch wenn sie noch unter der Regie der Vorgänger der heutigen FFF stattfanden – heutzutage erst die Partien bezeichnet, die seit Gründung der FIFA ausgetragen wurden.
Das allererste dieser offiziellen internationalen Matches fand am 1. Mai 1904 vor 1500 Zuschauern im Brüsseler Vivier d’Oie gegen Belgien statt und endete mit einem 3:3. Das erste Heimspiel der Auswahl war ihr zweites Länderspiel am 12. Februar 1905: 500 Zuschauer im Parc des Princes sahen einen 1:0-Sieg der Gastgeber über die Schweiz. Blaue Trikots – wenn auch zunächst noch mit weißen Längsstreifen – trugen die Nationalspieler erstmals bei der Begegnung gegen England am 23. März 1908 in London, dem achten offiziellen Länderspiel, und diese Farbe blieb trotz einer empfindlichen 0:12-Niederlage bis in die Gegenwart das Markenzeichen der Bleus. Seit 1910 zierte zusätzlich der gallische Hahn (coq gaulois) ihren Dress. Das Länderspiel im Januar 1914 gegen Belgien in Lille war das erste Heimspiel, das nicht im Großraum Paris ausgetragen wurde.
Die Leistungen der französischen Elf litten in dieser Frühzeit darunter, dass die Auswahl der Nationalspieler mehreren sachfremden Erwägungen unterlag: dazu gehörte der Verbandsproporz, nach dem jedem Mitgliedsverband im Comité Français Interfédéral eine festgelegte Anzahl an Spielern zuerkannt wurde. Und davon waren bis 1913 die Aktiven aus Vereinen des mitgliederstärksten Verbands, der USFSA, ausgeschlossen, der sich erst dann dem CFI anschloss und anfangs nur einen einzigen Platz im Team zugeteilt bekam. Außerdem waren die meisten Spieler reine Amateure, die sich nicht immer längere Abwesenheiten von ihrem Arbeitsplatz leisten konnten. Schließlich existierte beim Comité eine gewisse Geringschätzung von Spielern, die nicht aus Paris stammten, obwohl „Provinzclubs“ aus Nordfrankreich, der Normandie und von der Mittelmeerküste etliche der erfolgreichsten Vereinsmannschaften der Vorkriegszeit stellten. Mannschaft und Verbandsfunktionäre trafen sich in aller Regel an einem Pariser Bahnhof, um zum Spielort zu reisen, oft erst am Morgen der Begegnung; Trainingslager gab es so wenig wie einen festen Trainer. Aus all diesen Gründen gab es kaum einmal zwei Spiele, in denen dieselben elf Fußballer aufgeboten wurden, so dass auch kein eingespieltes Team zusammenkommen konnte; Jean Rigal war 1911 der erste Franzose, der es auf zehn Einsätze brachte. Zu den häufiger eingesetzten damaligen „Größen“ im blauen Dress zählen auch Pierre Allemane, Gaston Barreau, Fernand Canelle, Jean-Baptiste Ducret, Lucien Gamblin, Gabriel Hanot, Eugène Maës, Louis Mesnier sowie Torhüter Pierre Chayriguès.
Zwischen Mai 1914 und März 1919 trug Frankreich kein einziges Länderspiel aus; allerdings fanden während und unmittelbar nach dem Krieg zahlreiche Partien zwischen französischen, britischen und belgischen Militärmannschaften statt. Insgesamt gab es bis zur Gründung der FFF 37 offizielle Länderspiele, von denen Frankreich bei einem Gesamt-Torverhältnis von 61:165 elf gewann, fünfmal remisierte und 21 Niederlagen kassierte. Außer gegen Belgien (12) und die Schweiz (6) trat die Équipe tricolore gegen England (6, stets eine Amateurauswahl), Italien (5), Luxemburg (3), Dänemark, Ungarn (je 2) und die Niederlande (1) an. Gegen die Dänen (0:9 und 1:17 bei der Olympiade 1908) und insbesondere gegen England (0:15, 0:12, 0:11 und 1:10 zwischen 1906 und 1910 – angesichts dieser Ergebnisse wurden das 0:3 von 1911 und das 1:4 von 1913 schon als Erfolge gewertet) hagelte es besonders deftige Niederlagen; Dänemark wurde gar als „französischer Nachtmahr“ (cauchemar) bezeichnet. Der höchste Sieg war ein 8:0 über Luxemburg (1913); als wichtigster Erfolg dieser Phase gilt allerdings das 4:3, mit dem sich die Franzosen 1912 in Turin gegen Italien durchsetzen konnten.

### Zwischen den Weltkriegen
| Jahr | Turnier                                 | Teilnahme Platzierung |
| ---- | --------------------------------------- | --------------------- |
| 1920 | Olympische Spiele in Antwerpen          | Halbfinale            |
| 1924 | Olympische Spiele in Paris              | Viertelfinale         |
| 1928 | Olympische Spiele in Amsterdam          | Achtelfinale          |
| 1930 | Weltmeisterschaft in Uruguay (Kader)    | Vorrunde              |
| 1934 | Weltmeisterschaft in Italien (Kader)    | Achtelfinale          |
| 1938 | Weltmeisterschaft in Frankreich (Kader) | Viertelfinale         |

Die Fédération Française de Football Association führte noch im Jahr ihrer Gründung erstmals feste Strukturen für die Nationalmannschaft und die Spielerauswahl ein (siehe unten). Für nahezu vier Jahrzehnte bestimmte insbesondere Ex-Nationalspieler Gaston Barreau als sélectionneur, wer den blauen Dress tragen durfte. Erstmals 1930 – aber auch ab dann nur bei Weltmeisterschaftsendrunden – berief der Verband zusätzlich einen Trainer, 1934 mit Sid Kimpton sogar ausnahmsweise einen Engländer. Wie in etlichen anderen mitteleuropäischen Ländern nahm das Interesse am Fußball in Frankreich nach dem Weltkrieg stark zu. Verantwortlich für diese Verbreiterung der gesellschaftlichen Basis bis tief in die Arbeiterschaft hinein war die wichtige Rolle, die die Ausübung dieses Sports zwischen den Schützengräben – häufig zusammen mit britischen Soldaten – gespielt hatte, aber auch die sich langsam verbessernden Arbeitsbedingungen insbesondere in der Industrie.
Auch wenn das erste Länderspiel dieses Zeitabschnittes in Italien mit 4:9 verloren ging und die Halbfinal-Niederlage gegen die Tschechoslowakei im olympischen Turnier 1920 außerhalb der Fachpresse lediglich Kurzmeldungen zur Folge hatte, wohnten schon ein Jahr darauf 30.000 zahlende Zuschauer im Stade Pershing einem frühen ersten Triumph der Bleus bei und feierten exakt an Napoléons einhundertstem Todestag den 2:1-Sieg gegen den „Lehrmeister England“, der allerdings wie üblich nur seine Amateurnationalelf auf den Kontinent geschickt hatte. 1923 sandte der englische Verband daraufhin erstmals seine Profi-Auswahl nach Paris, was beim Gastgeber als „Zeichen des wachsenden Respekts“ verstanden wurde; die Begegnung endete standesgemäß mit einer französischen 1:4-Niederlage.
Mit René Petit von Stade Bordeaux UC kam 1920 erstmals ein Spieler zum Einsatz, der nicht aus einer der frühen Fußball-Hochburgen stammte. Ab Mitte der 1920er Jahre wurden in zunehmendem Maße Spieler berücksichtigt, die in Frankreichs nordafrikanischen Besitzungen aufgewachsen waren, so beispielsweise Alexandre Villaplane, Joseph Alcazar oder Mario Zatelli. Als erster dunkelhäutiger Fußballer kam Raoul Diagne 1931 für Frankreich zu internationalen Ehren; ihm folgten 1937 Abdelkader Ben Bouali und 1938 mit Larbi Ben Barek eine „schwarze Perle“ (perle noire), die mit José Leandro Andrade aus Uruguay und dem Brasilianer Leônidas da Silva auf eine Stufe gestellt wurde. In der zweiten Hälfte der 1930er nahm zudem die Zahl eingebürgerter bzw. naturalisierter Nationalspieler zu – alleine bis 1939 insgesamt 21. Dabei handelte es sich vor allem um Österreicher und Ungarn wie „Gusti“ Jordan, Rudi Hiden und Edmund Weiskopf, aber auch andere Zentraleuropäer und Südamerikaner, bspw. Héctor Cazenave, sowie vor dem Bürgerkrieg geflohene Spanier. Spätestens seit dieser Zeit „spiegelte die Nationalelf die Geschichte der französischen Immigration wider“.
Auch die Auswahl von Gegnern erweiterte sich: bis Mitte der 1920er Jahre kamen mit Spanien, Irland, Norwegen und Lettland Spielpartner aus allen Himmelsrichtungen des Kontinents dazu, zudem mit Österreich die wohl stärkste europäische sowie mit Uruguay anlässlich des olympischen Fußballturniers 1924 auch die erste außereuropäische Mannschaft. 1928 vertrat zum letzten Mal die A-Nationalmannschaft Frankreich bei Olympischen Sommerspielen; aufgrund der Einführung des Professionalismus (1932) wurde sie danach durch die Amateurnationalmannschaft ersetzt.

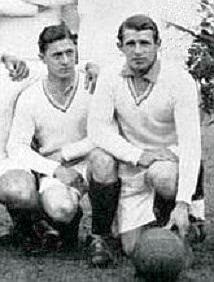
Lucien Laurent und Marcel Langiller bei der WM 1930

1930 nahm Frankreich als einer von nur vier europäischen Teilnehmern die lange und teure Schiffsreise nach Südamerika auf sich, um bei der ersten Fußball-Weltmeisterschaft dabei zu sein; nach den Endrundenbegegnungen gegen Mexiko, Argentinien und Chile fuhren die französischen Spieler von Montevideo noch nach Rio de Janeiro weiter, um sich mit Brasilien zu messen, für die Arthur Friedenreich den 3:2-Endstand erzielte, während der erste Fußballer, der ein WM-Tor erzielt hatte, Lucien Laurent vom CA Paris, diesmal leer ausging.
Dagegen sollte es aufgrund der trotz mancher politischen Annäherung weiterhin schwierigen Beziehungen zwischen den beiden Nachbarländern („Erbfeindschaft“) noch bis 1931 dauern, ehe es zum ersten freundschaftlichen Kräftemessen der Bleus mit der deutschen Nationalelf kam. Dieses bereits 103. offizielle Länderspiel der Franzosen, das durch ein Eigentor von Reinhold Münzenberg zugunsten des Gastgebers entschieden wurde, sahen gut 40.000 Zuschauer im Stade Olympique Yves-du-Manoir von Colombes. Bis 1937 folgten drei weitere Begegnungen, davon zwei in Deutschland.
1938 organisierte Frankreich die 3. WM-Endrunde, bei der die Nationalmannschaft allerdings schon im Viertelfinale gegen Italien die Segel streichen musste. Ab September 1939 legten der Ausbruch des Zweiten Weltkriegs, der deutsche Einmarsch in Frankreich (Mai/Juni 1940) und die anschließende Besetzung nebst einer Zweiteilung des Landes auch den internationalen Sportbetrieb lahm: zwischen Januar 1940 und Dezember 1944 trug die Équipe Tricolore lediglich zwei Länderspiele gegen Teams aus neutralen Staaten aus (im März 1942 gegen die Schweiz und Spanien). Insgesamt entwickelte sich unter der Ägide der FFFA von 1920 bis 1942 die sportliche Gesamtbilanz nur unwesentlich besser als in den Anfangsjahren: bei 122 Länderspielen standen 38 Siegen zwölf Remis und 72 Niederlagen gegenüber, wobei von den 1920er (14/4/36) zu den 1930er und frühen 1940er Jahren (24/8/36) eine leicht ansteigende Tendenz zu erkennen ist. Es gab auch nur noch eine zweistellige Niederlage, nämlich 1927 mit 1:13 gegen Ungarn; zum absoluten „Angstgegner“ dieses zeitlichen Abschnitts entwickelten sich aber die Tschechoslowaken, gegen die erstmals bei der Olympiade 1920 und dann zwischen 1928 und 1936 in insgesamt sieben Begegnungen – davon fünf vor heimischem Publikum – bei einem Torverhältnis von 5:20 sieben Mal verloren wurde.

### Vom Ende des Zweiten Weltkriegs bis zur „Goldenen Generation“ der 1950er Jahre
| Jahr | Turnier                                   | Teilnahme Platzierung |
| ---- | ----------------------------------------- | --------------------- |
| 1950 | Weltmeisterschaft in Brasilien            | verzichtet            |
| 1954 | Weltmeisterschaft in der Schweiz (Kader)  | Vorrunde              |
| 1958 | Weltmeisterschaft in Schweden (Kader)     | Dritter               |
| 1960 | Europameisterschaft in Frankreich (Kader) | Vierter               |

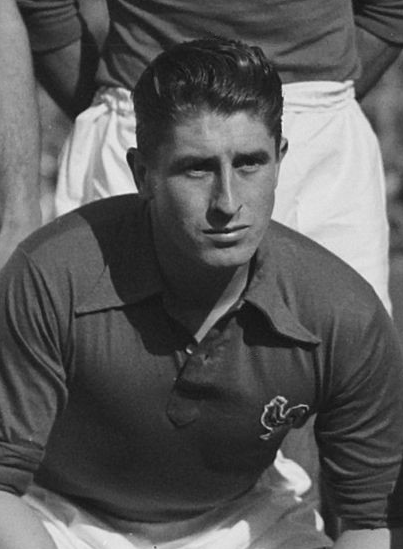
Jean Baratte (1949)

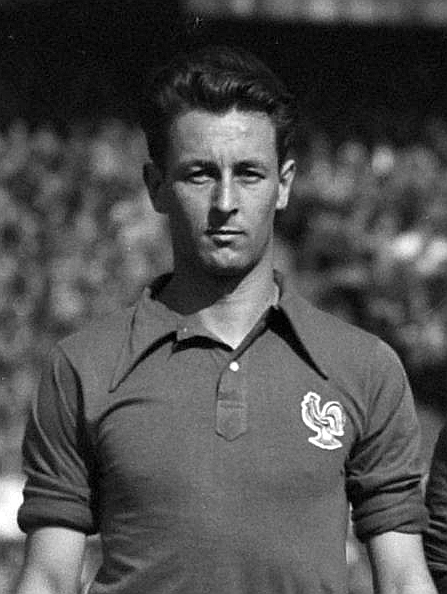
Robert Jonquet (1949)

An Weihnachten 1944, kurz nach der Befreiung der Hauptstadt, wurde der internationale Spielbetrieb gegen Belgien wieder aufgenommen; es folgte, ebenfalls noch vor Kriegsende, ein Auswärtsmatch in der Schweiz. Ab der Saison 1950/51 erhielt die Nationalelf einen festen Trainer, auch wenn der weiterhin hauptamtlich bei einem Profiverein angestellt war und das letzte Wort bezüglich der Mannschaftsaufstellung im Zweifelsfall bei Sélectionneur Barreau bzw. dessen Nachfolger Paul Nicolas lag. Insbesondere gegen die vor dem Krieg nahezu übermächtigen Engländer und Tschechoslowaken erwiesen sich die Bleus in dieser Phase als gleichwertig. Gegen die Briten gelangen in Folge zwei Heimsiege (1946 und 1955) sowie zwei Unentschieden sogar im „Mutterland des Fußballs“ (1945 und 1951, jeweils 2:2), und auch die Mannschaft aus der ČSR hatte ihren Schrecken verloren: Von 1946 bis 1949 gewannen die Franzosen alle drei Partien, ehe der Gegner bei der EM-Endrunde 1960 den Spieß wieder umdrehen konnte. Zu den hervorstechendsten Spielern der ersten Nachkriegsjahre gehörten vor allem solche, die auch schon bis 1939 von sich reden gemacht hatten, etwa Julien Darui, Alfred Aston, Larbi Ben Barek, Oscar Heisserer, Jules Bigot, aber auch jüngere wie Jean Baratte, Ernest Vaast, Émile Bongiorni oder René Bihel. Darunter waren in zunehmendem Maße auch Söhne oder Enkel von in die Bergbaugebiete Nordfrankreichs und Lothringens eingewanderten Polen und Italienern. Für diejenigen Nationalspieler, die bei einem ausländischen Verein anheuerten – seinerzeit noch eine sehr überschaubare Zahl: Ben Barek, Bongiorni, Marcel Domingo, Louis Hon, Antoine Bonifaci und, erst ab der zweiten Hälfte der 1950er Jahre, Raymond Kopaszewski („Kopa“) und Maryan Wisnieski –, war mit diesem Schritt ein Ende oder wenigstens eine Unterbrechung ihrer Nationalmannschaftskarriere verbunden; darin unterschied sich die FFF nicht von anderen westeuropäischen Verbänden. Umgekehrt sahen sich die Bleus 1952 bei einem Länderspiel in Dublin dem in der irischen Presse erhobenen Vorwurf ausgesetzt, dies sei gar keine französische Mannschaft, sondern „mit all ihren Italienern, Ungarn und Polen eine ‚Fremdenlegion‘“.
Gegen die Nationalelf der UdSSR bestritt Frankreich in dieser Zeit des Kalten Krieges 1955 (2:2 in Moskau) und 1956 (2:1-Heimsieg) erste Freundschaftsspiele. Länderspiele zwischen Franzosen und (West-)Deutschen waren ab 1952 wieder zustande gekommen, und auch gegen den Weltmeister von 1954 bewährte sich das französische Team: 1952 vor eigenem Publikum sowie im Oktober 1954 in Hannover gab es jeweils 3:1-Siege, und die dritte Nachkriegsbegegnung bei der Weltmeisterschaftsendrunde 1958 endete sogar mit einem 6:3-Erfolg, der den dritten Rang und somit die bis dahin beste Platzierung der Franzosen bei einem internationalen Turnier sicherstellte. Bei dieser WM wurde die französische Nationalelf von den internationalen Fachleuten in einem Atemzug mit den siegreichen Brasilianern genannt und stellte mit Regisseur Raymond Kopa den besten Spieler sowie mit Mittelstürmer Just Fontaine den erfolgreichsten Torschützen, den es jemals bei einem WM-Turnier gab. Zwei Jahre später qualifizierten die Bleus sich auch für die erste Europameisterschaftsendrunde, die daraufhin in Frankreich ausgetragen wurde. Dort hatte die sogenannte „goldene Generation“ (génération dorée), deren überwiegend um 1930 geborene Spieler zu einem großen Teil unter National- und Vereinstrainer Albert Batteux wenigstens zeitweise auch bei Stade Reims zusammengespielt hatten, ihren Zenit aber bereits überschritten. Zu dieser zählten neben Kopa und Fontaine vor allem Spieler wie Thadée Cisowski, Yvon Douis, Léon Glovacki, Robert Jonquet, Raymond Kaelbel, André Lerond, Jean-Jacques Marcel, Roger Marche, Armand Penverne, Roger Piantoni, Torwart François Remetter, André Strappe, Joseph Ujlaki, Jean Vincent und Mustapha Zitouni.
Die gut anderthalb Jahrzehnte seit Kriegsende waren erstmals durch eine positive Bilanz gekennzeichnet: Von 104 A-Länderspielen gewann Frankreich 49, spielte 21 Mal unentschieden und verlor nur 34. Besonders erfolgreich spielte die Nationalmannschaft nach der WM-Endrunde 1954 bis unmittelbar vor der ersten EM-Endrunde 1960; dort standen 22 Siege bei elf Remis und nur neun Niederlagen zu Buche. In diese Zeit fällt außerdem der Gewinn der Militärweltmeisterschaft (Juli 1957 in Argentinien), an dem etliche wehrpflichtige A-Nationalspieler (Cossou, Douis, Ferrier, Fulgenzy, Mekhloufi, Siatka, Szkudlapski, Wendling, Wisnieski) Anteil hatten.
Allerdings entwickelte sich in den 1950er Jahren mit Jugoslawien ein neuer Angstgegner, der vor dem Zweiten Weltkrieg noch keine unüberwindliche Hürde dargestellt hatte, als die Bleus zwischen 1926 und 1936 in drei von fünf Spielen siegreich geblieben waren. Von 1949 bis 1960 hingegen kam es zu neun Begegnungen, von denen Frankreich fünf verlor und lediglich eine gewann. Diese Bilanz wird noch düsterer, wenn man nur die Pflichtspiele berücksichtigt. Bei der Qualifikation zur WM 1950 trennte man sich zunächst zweimal unentschieden (jeweils 1:1), ehe die Kicker vom Balkan das Entscheidungsspiel in Florenz mit 3:2 nach Verlängerung gewannen und die Franzosen ausschieden. Bei den Weltmeisterschafts-Endrunden 1954 und 1958 trafen beide jeweils in einer Vorrundengruppe aufeinander – Frankreich unterlag mit 0:1 bzw. 2:3. Und im Halbfinale der ersten Europameisterschaft 1960 verlor die Elf in Paris – nach 4:2-Führung – noch mit 4:5. Seit dieser Zeit galten die Jugoslawen als „schwarze Bestie“ (bête noire) der französischen Elf – und der Begriff fand ab 2008 erneut Verwendung, als Serbien Frankreich in der Qualifikationsgruppe für Südafrika auf den zweiten Rang verwies.

### Rückfall in die Zweitklassigkeit
| Jahr | Turnier                              | Teilnahme Platzierung |
| ---- | ------------------------------------ | --------------------- |
| 1962 | Weltmeisterschaft in Chile           | nicht qual.           |
| 1964 | Europameisterschaft in Spanien       | nicht qual.           |
| 1966 | Weltmeisterschaft in England (Kader) | Vorrunde              |
| 1968 | Europameisterschaft in Italien       | nicht qual.           |
| 1970 | Weltmeisterschaft in Mexiko          | nicht qual.           |
| 1972 | Europameisterschaft in Belgien       | nicht qual.           |
| 1974 | Weltmeisterschaft in Deutschland     | nicht qual.           |
| 1976 | Europameisterschaft in Jugoslawien   | nicht qual.           |

In den folgenden Jahren durchschritt die Équipe tricolore erneut ein „Tal der Tränen“, auch als „graue Jahre“ bezeichnet. Sie konnte sich abgesehen von der Teilnahme an der WM 1966 für keines der großen Turniere qualifizieren und musste dabei nacheinander Bulgarien (WM 1962, EM 1972), Ungarn (EM 1964, EM 1972), Jugoslawien (EM 1968), Schweden (WM 1970), der UdSSR und Irland (beide WM 1974), Belgien und der DDR (beide EM 1976) den Vortritt lassen – überwiegend also Mannschaften, die nicht unbedingt zu den allerstärksten in Europa zählten. Auf dem Weg zur Weltmeisterschaft in England schalteten die Franzosen zwar Angstgegner Jugoslawien aus; dort blieb ihnen anschließend aber nur der letzte Platz in ihrer Vorrundengruppe, weil sie gegen den Gastgeber und Uruguay verloren und lediglich Mexiko einen Punkt abzutrotzen vermochten.
Diese internationale Schwäche ging mit einer Reihe von strukturellen und personellen Umbrüchen im französischen Fußball einher, die sich auch in wenig nachhaltigen Auftritten der Vereinsmannschaften in den Europapokalwettbewerben niederschlugen. Insgesamt acht Nationaltrainer, die seit 1964 Alleinverantwortliche waren, betreuten die jeweiligen Auswahlteams, teilweise für einen sehr kurzen Zeitraum. So wechselten sich Versuche mit den international rapide voranschreitenden Spielsystemen in schneller Folge ab, aber die Bleus „rannten den Entwicklungen eher hinterher“. Auch reichten einige wenige herausragende Spielerpersönlichkeiten wie Robert Herbin, Henri Michel oder Georges Bereta nicht aus, um um diese herum eine Mannschaft zu formen, die auf Dauer an der europäischen Spitze mithalten konnte. Und ein torgefährlicher Spielmacher wie Rachid Mekhloufi, der nach seiner Rückkehr in die Division 1 (1962) dreimal als saisonbester Spieler ausgezeichnet wurde, stand für Frankreich nicht mehr zur Verfügung, weil er sich seit dem Algerienkrieg öffentlich zu seinem Geburtsland bekannt hatte.
Entsprechend negativ stellte sich die Gesamtbilanz dieses Zeitraums dar: Von Mitte 1960 bis Ende 1975 gewann Frankreich 35 Begegnungen, spielte 24 Mal unentschieden, verlor jedoch 45 Spiele. An herausstechenden Partien werden lediglich drei genannt – 1963 ein gleichwohl positiv gestaltetes 2:3 gegen Brasilien und ein 5:2 über England in der Europameisterschaftsqualifikation, dazu 1971 ein 4:3 in Argentinien –, während über den großen Rest, darunter ein 1:5 gegen Jugoslawien (1968), eher Begriffe wie „Trauerspiel“, „Ohrfeige“, „schwarzes Jahr“ oder „Rücken zur Wand“ gedruckt wurden. Ungeachtet der abnehmenden Leistungsstärke der A-Elf schuf die FFF 1962 sogar eine Nationalmannschaft für Zweitligaspieler (Équipe de France de Deuxième Division); diese trug ein halbes Dutzend Partien gegen ihr italienisches Pendant sowie mehrere Spiele gegen einheimische Regionalauswahlen aus, ehe sie 1965 den Spielbetrieb wieder einstellte.

### Die „glorreichen Vier“ 1976 bis 1986
| Jahr | Turnier                                   | Teilnahme Platzierung |
| ---- | ----------------------------------------- | --------------------- |
| 1978 | Weltmeisterschaft in Argentinien (Kader)  | Vorrunde              |
| 1980 | Europameisterschaft in Italien            | nicht qual.           |
| 1982 | Weltmeisterschaft in Spanien (Kader)      | Vierter               |
| 1984 | Europameisterschaft in Frankreich (Kader) | Erster                |
| 1986 | Weltmeisterschaft in Mexiko (Kader)       | Dritter               |

Als mit Michel Hidalgo 1976 ein Trainer das Zepter übernahm, der als Spieler selbst zur „goldenen Generation“ gehört hatte, begannen sich langsam die Maßnahmen der systematischen Talentsichtung und Jugendförderung positiv auszuwirken, die insbesondere von Georges Boulogne seit 1970 landesweit durchgesetzt worden waren und in dem 1988 eröffneten Schulungs- und Trainingszentrum in Clairefontaine (Centre technique national Fernand-Sastre) einen Ort fanden, den auch die Nationalelf seither regelmäßig nutzt. Diese sportliche Entwicklung fand im Vereinsfußball ihre Entsprechung in dem wachsenden Gewicht v. a. der AS Saint-Étienne auf europäischer Ebene. Unter Hidalgo und seinem Nachfolger Henri Michel (1984–1988) konnte die Équipe Tricolore sich nicht nur wieder regelmäßig für große internationale Turniere qualifizieren, sondern drei dieser vier Endrunden sogar mit vorderen Platzierungen abschließen. Wegen der vier Teilnahmen wird dieser Zeitabschnitt auch mit der Bezeichnung „Die glorreichen Vier“ (französisch les quatre glorieuses) charakterisiert.
Zwar mussten die Bleus bei ihrer ersten WM-Teilnahme seit zwölf Jahren, der Endrunde in Argentinien, schon nach den Gruppenspielen die Heimreise antreten und verpassten auch die EM-Endrunde 1980. Aber danach erreichte die nach ihrer Führungsfigur benannte „Platini-Bande“ (la bande à Platini) 1982 in Spanien und 1986 in Mexiko jeweils das Weltmeisterschafts-Halbfinale. Darin traf sie jeweils auf ihre deutschen Konkurrenten, gegen die sie beide Male verlor; aber insbesondere ihr Auftritt in Sevilla (3:3 n. V., 4:5 im Elfmeterschießen) hinterließ einen nachhaltigen Eindruck. Vier Jahre später wurde sie, u. a. nach Siegen über Italien und Brasilien, wie 1958 Dritter des Turniers. Bei der Europameisterschaft 1984 im eigenen Land gelang der Mannschaft dann ihr erster Titelgewinn überhaupt, wobei sie sämtliche fünf Spiele (gegen Dänemark, Belgien, Jugoslawien, Portugal und Spanien) gewann. Dabei bildete das „magische Mittelfeld-Viereck“ mit Michel Platini, als Regisseur und neunfacher Torschütze in überragender Form, Alain Giresse, Jean Tigana und Luis Fernández das Kernstück einer gewachsenen Formation. Um diese gruppierten sich Torwart Joël Bats, die Abwehrspieler Patrick Battiston, Maxime Bossis, Jean-François Domergue, Yvon Le Roux, die Stürmer Bernard Lacombe, Bruno Bellone und Didier Six sowie als Ergänzungsspieler Manuel Amoros, Daniel Bravo, Jean-Marc Ferreri, Bernard Genghini, Thierry Tusseau, Dominique Rocheteau; außerdem standen die Torhüter Philippe Bergeroo bzw. Albert Rust, die als einzige zu keiner Minute Einsatzzeit kamen, im Kader. 1985 gewann Frankreich den erstmals ausgetragenen Interkontinental-Pokal für Nationalmannschaften (Artemio-Franchi-Pokal) durch ein 2:0 gegen den amtierenden Copa-América-Titelträger Uruguay.
Unter Hidalgo und Michel blieb die A-Elf 58-mal siegreich, remisierte 27-mal und verlor auch nur 27 Partien. Besonders erfolgreich waren die zwei Jahre nach der WM 1982, als für die Franzosen zwölf Siege, vier Unentschieden und lediglich zwei Niederlagen – im August 1982 gegen Polen und im September 1983 gegen Dänemark – zu Buche standen. Hidalgo hat auch als erster französischer Nationaltrainer einen dunkelhäutigen Spieler zum Mannschaftskapitän gemacht, nämlich Marius Trésor im Oktober 1976.

### Der lange Weg an die Weltspitze
| Jahr | Turnier                                            | Teilnahme Platzierung |
| ---- | -------------------------------------------------- | --------------------- |
| 1988 | Europameisterschaft in Deutschland                 | nicht qual.           |
| 1990 | Weltmeisterschaft in Italien                       | nicht qual.           |
| 1992 | Europameisterschaft in Schweden (Kader)            | Vorrunde              |
| 1994 | Weltmeisterschaft in den USA                       | nicht qual.           |
| 1996 | Europameisterschaft in England (Kader)             | Halbfinale            |
| 1997 | Confed-Cup in Saudi-Arabien                        | nicht qual.           |
| 1998 | Weltmeisterschaft in Frankreich (Kader)            | Erster                |
| 1999 | Confed-Cup in Mexiko                               | verzichtet            |
| 2000 | Europameisterschaft in Belgien/Niederlande (Kader) | Erster                |
| 2001 | Confed-Cup in Japan/Südkorea (Kader)               | Erster                |
| 2002 | Weltmeisterschaft in Japan/Südkorea (Kader)        | Vorrunde              |
| 2003 | Confed-Cup in Frankreich (Kader)                   | Erster                |
| 2004 | Europameisterschaft in Portugal (Kader)            | Viertelfinale         |
| 2005 | Confed-Cup in Deutschland                          | nicht qual.           |
| 2006 | Weltmeisterschaft in Deutschland (Kader)           | Zweiter               |

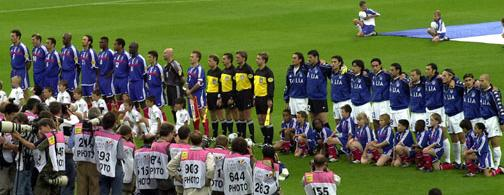
Frankreich und Italien vor dem Endspiel der EM 2000

Nachdem der Kern dieses Teams die Karriere beendet hatte, folgte eine Durststrecke, bei der die Qualifikation zur Europameisterschaft 1988 sowie den Weltmeisterschaften 1990 und 1994 misslang. Bei der EM 1992 schied Frankreich schon frühzeitig aus.
Erst bei der EM 1996 stieß die Équipe Tricolore wieder weit in einem Turnier vor, setzte sich gegen Spanien, Bulgarien, Rumänien und die Niederlande durch, verpasste aber gegen die Tschechen den Endspieleinzug. Dennoch hatte Trainer Aimé Jacquet dort bereits das Gerüst der Mannschaft zusammen, mit der er zwei Jahre später den Weltmeistertitel gewinnen sollte. In den 1990er-Jahren setzte auch eine Entwicklung ein, die zur Erhöhung der Leistungsstärke beitrug: Immer mehr Nationalspieler standen bei Vereinen aus den als stärker eingeschätzten Spielklassen benachbarter Länder unter Vertrag, anfangs vor allem in der italienischen, nachfolgend auch in der englischen und dann der spanischen Liga. Zur Bundesliga hingegen zog es Stammspieler von jenseits des Rheins bisher nur recht selten; Bixente Lizarazu war 1997 einer der ersten.

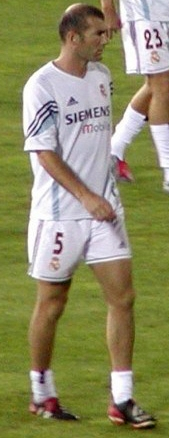
Zinédine Zidane (2003)

Bei der Weltmeisterschaft 1998 im eigenen Land marschierten die Bleus zunächst souverän durch ihre Vorrundengruppe, setzten sich anschließend gegen Paraguay, Italien und Kroatien etwas mühsamer durch und schlugen im Finale die favorisierte brasilianische Elf deutlich mit 3:0. Eckpfeiler des Teams waren Torhüter Fabien Barthez, Abwehrspieler und Mannschaftskapitän Laurent Blanc sowie der überragende Regisseur Zinédine Zidane, würdiger Nachfolger von Raymond Kopa und Michel Platini. Zusammen mit Marcel Desailly, Lilian Thuram, Bixente Lizarazu, Youri Djorkaeff, Didier Deschamps, Emmanuel Petit, Alain Boghossian, Christian Karembeu, Stéphane Guivarc’h, Thierry Henry, David Trezeguet sowie den Ergänzungsspielern Frank Lebœuf, Vincent Candela, Bernard Diomède, Robert Pires, Patrick Vieira und Christophe Dugarry bildeten sie eine in diesen Wochen unüberwindbare Mannschaft. Wie schon beim EM-Titelgewinn 1984 waren auch hier lediglich der zweite und dritte Torhüter (Lionel Charbonnier, Bernard Lama) zu keinem einzigen Einsatz gekommen. Im Vorfeld dieses Turniers wurde mit Unterstützung der FFF ein offizieller Nationalmannschafts-Fanclub gegründet; hingegen ist der bekannte Schlachtruf „Allez, les Bleus!“ („Auf, ihr Blauen!“) schon deutlich älteren Datums.
Frankreich bestätigte seinen Erfolg zwei Jahre später bei der Europameisterschaft in den Niederlanden und Belgien, als es Italien im Finale mit 2:1 nach Golden Goal besiegen und als erster amtierender Weltmeister auch Europameister werden konnte. Bei der Weltmeisterschaft 2002 schied man dann jedoch ohne eigenen Torerfolg bereits in der Vorrunde aus. Die Europameisterschaft 2004 endete für die Équipe Tricolore im Viertelfinale, wo sie dem späteren Turniersieger Griechenland mit 0:1 unterlag. Allerdings gewann sie 2001 und 2003 den Konföderationen-Pokal. Die personelle Zusammensetzung der Bleus – mit einem stark zunehmenden Anteil von Immigranten der zweiten bzw. dritten Generation sowie außerhalb Festlandfrankreichs geborener Spieler – veranlasste 2006 den politischen „Rechtsaußen“ Jean-Marie Le Pen zu der Tirade, in dieser Mannschaft könne sich das französische Volk nicht mehr wiedererkennen.
Die Gesamtbilanz der Jahre von 1988 bis zum Sommer 2004 (Amtsantritt des Nationaltrainers Raymond Domenech) war uneingeschränkt positiv: 113 Siegen standen lediglich 22 verlorene Spiele bei 40 Unentschieden gegenüber. Im Mai 2004 kam es zu einem Freundschaftsspiel gegen Brasilien – also der beiden Mannschaften, die zu diesem Zeitpunkt die Plätze 1 und 2 der Weltrangliste belegten –, das im Stade de France 0:0 ausging. Anlass dafür war der 100. Geburtstag des Fußball-Weltverbands FIFA; gleichzeitig fand es auch fast auf den Tag genau am 100. Jahrestag des ersten offiziellen Länderspiels der Bleus statt. In diesem Zeitabschnitt waren die Bleus zudem dreimal bei kleineren Pokalwettbewerben erfolgreich: 1994 gewannen sie den Kirin Cup, 1998 und 2000 den marokkanischen Königspokal.
Für die Weltmeisterschaft 2006 konnte sich Frankreichs Elf erst am letzten Spieltag qualifizieren. Dort erreichte sie dann aber wieder das Finale, wo sie wie bei der EM 2000 auf Italien traf, das sich diesmal im Elfmeterschießen durchsetzte. Mit dem Vizeweltmeistertitel und dem Missklang zum Abschluss der Nationalmannschaftskarriere Zinédine Zidanes – Platzverweis nach einem Kopfstoß gegen Marco Materazzi – war der bis dahin erfolgreichste Abschnitt der Nationalmannschaftsgeschichte, in dem die Équipe Tricolore von Mai 2001 bis Mai 2002 sogar die internationale Rangliste anführte und im September 2006 nochmals auf Platz 2 stand, an sein Ende gelangt.

### Absinken ins Mittelmaß und Gewinn des zweiten Sterns (2006–2018)
| Jahr | Turnier                                           | Teilnahme Platzierung |
| ---- | ------------------------------------------------- | --------------------- |
| 2008 | Europameisterschaft in Österreich/Schweiz (Kader) | Vorrunde              |
| 2009 | Confed-Cup in Südafrika                           | nicht qual.           |
| 2010 | Weltmeisterschaft in Südafrika (Kader)            | Vorrunde              |
| 2012 | Europameisterschaft in Polen/Ukraine (Kader)      | Viertelfinale         |
| 2013 | Confed-Cup in Brasilien                           | nicht qual.           |
| 2014 | Weltmeisterschaft in Brasilien (Kader)            | Viertelfinale         |
| 2016 | Europameisterschaft in Frankreich (Kader)         | Zweiter               |
| 2017 | Confed-Cup in Russland                            | nicht qual.           |
| 2018 | Weltmeisterschaft in Russland (Kader)             | Erster                |

Die sportliche Entwicklung der Nationalelf wird beispielsweise von France Football spätestens seit 2004 als eine Phase der „chronischen Instabilität“ bewertet, in der auch der Vizeweltmeistertitel von 2006 lediglich eine positive Ausnahme darstelle. Für die Endrunde der Europameisterschaft 2008 konnten die Franzosen sich zwar qualifizieren, allerdings schieden sie dort bereits in der Vorrunde aus. Die Teilnahme an der Weltmeisterschaft 2010 wurde ebenfalls sichergestellt, aber dafür mussten sie zunächst die Ausscheidungsspiele der europäischen Gruppenzweiten bestreiten, in denen ihnen gegen Irland erst ein spätes, irreguläres Tor den Weg nach Südafrika eröffnete – Frankreichs Ausgleichstreffer im Rückspiel ging ein eindeutiges, von Thierry Henry nach dem Spiel auch eingeräumtes und selbst in der französischen Presse heftig kritisiertes Handspiel voraus. Bei der Endrunde 2010 schied Frankreich erneut in der Gruppenphase gegen Uruguay, Mexiko und den Gastgeber Südafrika als Tabellenletzter aus und stürzte in der FIFA-Weltrangliste von Mitte Juli vom neunten gleich auf den 21. Rang ab.
Angesichts der Ergebnisse und insbesondere der dabei gezeigten Leistungen während der beiden zurückliegenden Jahre war die Fachwelt in Frankreich schon im Vorfeld der WM nicht allzu optimistisch gewesen, was den Ausgang dieses Turniers betraf; die Schuld daran wurde ganz überwiegend Trainer Domenech zugewiesen, dessen vorzeitige Ablösung in den zwölf Monaten vor der WM-Endrunde wiederholt erwogen wurde. Dabei liest sich seine Trainerbilanz nicht schlecht: bis zur WM-Endrunde gewannen die Bleus 41 Spiele, kamen zu 23 Unentschieden und verloren nur zwölf Begegnungen. Für Teile der Medien und etliche renommierte Trainerkollegen in Frankreich lag das Hauptproblem darin, dass er nicht vermochte, aus guten Einzelspielern eine homogene Mannschaft zu bilden, in der diese ihre jeweiligen individuellen Stärken optimal zur Geltung bringen konnten, sowie in zu häufigen Detailänderungen des französischen Spielkonzepts. Im Juli 2010, nach dem Fiasko von Knysna, gab der bei der FFF fest angestellte Domenech die Verantwortung für die A-Elf ab. Sein Nachfolger Laurent Blanc erhielt von der FFF ein Fixum von monatlich 100.000 €.
Blancs erste Saison ließ sich mit acht Siegen, zwei Unentschieden und – in den beiden Auftaktpartien – zwei Niederlagen auch deshalb positiv an, weil Frankreich dabei Siege gegen Brasilien und in England verzeichnen konnte und sich in der Folge auch direkt für die EM-Endrunde qualifizierte. Mitte Juni 2012 erhöhten die Bleus dort die ununterbrochene Zahl von Spielen ohne Niederlage auf 23 (zwischen 7. September 2010 und 15. Juni 2012); eine noch längere Serie gelang den Franzosen nur unter Aimé Jacquet (30 Länderspiele ohne Niederlage, 16. Februar 1994 bis 9. Oktober 1996). Dennoch verlängerte Blanc anschließend seinen Vertrag nicht. Anfang Juli 2012 berief die FFF als seinen Nachfolger Didier Deschamps, der eine neue Mannschaft aufbauen wollte. Dazu hatte er in seiner ersten Saison, die mit einer negativen Bilanz endete (vier Siege, zwei Unentschieden und fünf Niederlagen), insgesamt 39 Spieler eingesetzt. Für die Redaktion von France Football war sein erstes Jahr noch nicht geeignet, eine Standortbestimmung abzugeben („Diese elf Spiele lassen noch keine Fortschritte auf den aktuellen Baustellen der Bleus erkennen“). Mit fünf Niederlagen in elf Spielen – darunter die erste Niederlage gegen Deutschland seit 1987 – hatte Deschamps die schlechteste Bilanz eines französischen Nationaltrainers in seiner Debütsaison seit mehr als einem halben Jahrhundert hinter sich gebracht.
Im November 2013 gelang den Franzosen in den Play-offs die Qualifikation zur WM in Brasilien, aber das zentrale Problem der Nationalelf seit 2006 schien fortzubestehen. Potentielle „Leader“ wie Ribéry, Evra, Abidal oder Lloris, von denen am ehesten zu erwarten wäre, dass sie „den Jüngeren ihre Erfahrungen vermitteln, sie aktiv anleiten, sich im Spiel weiterzuentwickeln und ein höheres Niveau zu erreichen, … die mal ein Problem des Kollektivs in die eigenen Hände nehmen oder von sich aus den Trainer auf taktische Fragen ansprechen“, interessieren sich „mehr für ihre eigenen Statistiken als für das Auftreten der Mannschaft“ (Laurent Blanc). Schärfer formuliert dies ein Ligue-1-Trainer: „Die intellektuellen Fähigkeiten des Teams halten nicht mit dessen spieltechnischem Niveau Schritt“. 2014 allerdings wurden die Erfolge von Deschamps' Arbeit sichtbar; die Elf präsentierte sich mit ansehnlichem Spiel, hatte das WM-Viertelfinale erreicht und wurde folgerichtig von der FIFA wieder unter den acht weltbesten Teams geführt. Im Februar 2015 verlängerte die FFF Deschamps' Vertrag vorzeitig um weitere zwei Jahre bis 2018; dem folgte ein allerdings nur kurzzeitiges Tief (im Juli 2015 erneuter Absturz auf den 22. Platz in der Weltrangliste), denn im Sommer 2016 wurden die Franzosen Vizeeuropameister. Auf dem Weg dorthin wurde auch das Stade de France, in dem die Bleus gerade ein Freundschaftsspiel gegen Deutschland austrugen, von den gewaltsamen Anschlägen betroffen, die Paris am 13. November 2015 nahezu gleichzeitig an mehreren Orten erschütterten. Im Stadion selbst waren allerdings keine Opfer zu beklagen.
Bereits im Sommer 2015 waren auch schon die Qualifikationsgruppen zur Fußball-Weltmeisterschaft 2018 ausgelost worden, und dabei hat Frankreich kein leichtes Los gezogen. Es musste sich ab September 2016 in der Europagruppe A zunächst mit den Niederlanden, Schweden, Bulgarien, Belarus und Luxemburg auseinandersetzen.
Im September 2016 gewann Frankreich ein Vorbereitungsspiel in Italien mit 3:1. Mit dem Erfolg in Bari verlängert sich die Serie, dass die Franzosen in Italien gegen den Gastgeber seit 1962 nicht mehr verloren haben (drei Siege und zwei Unentschieden).
Die Spielzeit 2017/18 begann mit den letzten vier WM-Qualifikationsspielen, wovon Frankreich zwar dreimal Heimrecht besaß – darunter auch gegen die Holländer –, sich zugleich aber in einem „Fernduell“ um den Gruppensieg mit Schweden befand, bei dem jedes Tor zählen konnte, um zu vermeiden, sich noch über die Playoffs qualifizieren zu müssen wie zuletzt schon 2010 mit seinem engen Ausgang gegen Irland. Am Ende wurde Frankreich trotz einer sehr schwachen Vorstellung gegen Luxemburg mit vier Punkten Vorsprung vor Schweden und den Niederlanden Gruppensieger und stand als WM-Teilnehmer in Russland fest. Mit Freundschaftsspielen gegen Wales und in Deutschland Mitte November 2017 trat die Elf von Trainer Deschamps in die Vorbereitungsphase auf dieses Turnier ein.
In den ersten fünf Saisonspielen erwies Deschamps sich wiederum als sehr „experimentierfreudig“; darin waren 27 Spieler zum Einsatz gekommen. Andererseits fand unter ihm während der WM-Vorrunde 2018 mit Hugo Lloris der erst siebte Franzose Aufnahme in den sogenannten „Hunderter-Club“.
Die Weltmeisterschaftsendrunde ließ sich erfolgreich, aber zäh und glanzlos an. Dabei hatte der Trainer bereits im zweiten Gruppenspiel die Startelf aufgeboten, die in der K.o.-Runde den Durchmarsch zum Titelgewinn ermöglichte; im dritten Vorrundenspiel gegen die Dänen allerdings verhalf Deschamps etlichen anderen Spielern zu Einsatzzeiten, weil die Bleus nur noch ein Unentschieden für den Gruppensieg benötigten. Maßgeblich für den Turniererfolg war eine extrem starke, zentrale Defensivachse aus Torhüter Lloris, den Innenverteidigern Umtiti und Varane sowie dem „Abräumer“ Kanté davor, die dafür sorgte, dass die gegnerischen Teams bis einschließlich des Viertelfinales insgesamt lediglich 13 Schüsse abgeben konnten, die direkt auf das Tor der Franzosen gingen. Aber auch die Leistungssteigerung von Griezmann und Pogba sowie die aufopferungsvolle Arbeit von Sturmspitze Giroud, der in der eigenen Spielfeldhälfte keinem Zweikampf aus dem Weg ging, die beiden 22-jährigen Außenverteidiger Hernández und Pavard, Schnelligkeit und Spielwitz von Mbappé sowie die Flexibilität des routinierten Matuidi waren Pluspunkte, denen auch die letzten beiden französischen Kontrahenten in Vorschlussrunde und Endspiel zu wenig entgegenzusetzen hatten. Dabei hatte der Trainer die Stammformation keineswegs identisch auf jeden Gegner eingestellt, sondern sowohl in der Tiefenpositionierung des Trios Varane–Umtiti–Kanté als auch hinsichtlich der unterschiedlichen Positionen, die die Offensivkräfte einnahmen, sehr individuell auf die zu erwartenden Aufgaben reagiert. Letztlich waren es vier Systeme, in denen die Franzosen bei diesen sieben WM-Partien agierten: 4-3-3, 4-4-2, 4-2-3-1 und 4-1-4-1.
Aufgrund des Gewinnes eines zweiten „FIFA-Sterns“ rückte Frankreich nach gut anderthalb Jahrzehnten wieder auf die Spitzenposition in der Weltrangliste vor.

### Les Bleusab 2018
| Jahr    | Turnier                            | Teilnahme Platzierung |
| ------- | ---------------------------------- | --------------------- |
| 2018/19 | Nations League                     | Liga A, Platz 6       |
| 2021    | Europameisterschaft (Kader)        | Achtelfinale          |
| 2020/21 | Nations League                     | Liga A, Erster        |
| 2022    | Weltmeisterschaft in Katar (Kader) | Zweiter               |
| 2022/23 | Nations League                     | Liga A, Platz 12      |
| 2024    | Europameisterschaft (Kader)        | Halbfinale            |

Einerseits bot das geringe Durchschnittsalter der französischen Weltmeister gute Voraussetzungen dafür, auch in den kommenden Jahren im Konzert der Großen ganz oben mitzumischen. Andererseits zeigen nicht nur die Beispiele der drei Vorgänger Italien (Titelträger 2006), Spanien (2010) und Deutschland (2014), dass die Rolle des „Gejagten“ eine schwierige ist. Auch die zunehmende Dichte des internationalen Terminkalenders für Vereins- und Nationalmannschaften – so hat die UEFA mit der Nations League direkt nach der Sommerpause 2018 einen weiteren Pflichtwettbewerb eingeführt – könnte den Erwartungsdruck und die Belastungen der Franzosen weiter erhöhen.
Im Herbst 2018 trafen die Franzosen anlässlich der ersten Austragung der UEFA Nations League je zweimal auf die Niederlande und Deutschland. Diese drei bildeten eine von vier Gruppen der höchsten europäischen Liga (Division A), aus denen sich nur die Gruppensieger für das Endturnier („Final Four“) im Juni 2019 qualifizieren. Für die ersten beiden Partien hatte Trainer Deschamps genau die Spieler, die auch in Russland dabei waren, aufgeboten – mit Ausnahme des verletzten Torhüters Mandanda, dafür aber einschließlich des bereits zurückgetretenen Adil Rami.
Die Bleus schlossen in ihrer Gruppe punktgleich mit den Niederländern ab, wiesen allerdings das schlechtere Torverhältnis auf und qualifizierten sich somit nicht für die Runde der letzten vier Mannschaften.
Bereits im Frühjahr 2019 begann die Qualifikation für die eigentlich für 2020 geplante Europameisterschaft, die von der UEFA dann aufgrund der COVID-19-Pandemie um ein Jahr verschoben wurde. Dabei musste sich der Weltmeister als Kopf der Gruppe H mit Island, der Türkei, Albanien, Moldawien – gegen das Frankreich noch nie gespielt hat – und Nachbar Andorra auseinandersetzen.
Nach einer fast zehnmonatigen, pandemiebedingten Länderspielpause, der auch die um ein Jahr auf 2021 verschobene Europameisterschaft zum Opfer gefallen war, griffen die Bleus im September 2020 ohne große Vorbereitung in die zum zweiten Mal ausgetragene Nations League ein, wo sie sich in ihrer Gruppe unter anderem gegen Europameister Portugal durchsetzten und für die Endrunde qualifizierten, die erst im Oktober 2021 in Italien ausgetragen wurde.
Bei der aufgrund der COVID-19-Pandemie auf 2021 verschobenen EM-Vorrunde erwartete die Franzosen in Gruppe F mit Deutschland, gegen das sie siegten, Ungarn und Titelverteidiger Portugal, gegen die sie jeweils remis spielten, eine sehr anspruchsvolle Aufgabe. Dennoch qualifizierten die Franzosen sich als Gruppensieger für das Achtelfinale. Darin stand es gegen die Schweiz nach 90 wie nach 120 Minuten 3:3, und im Elfmeterschießen unterlag der amtierende Weltmeister knapp, so dass er frühzeitig ausschied. Zu Frankreichs Spielen bei der EM-Endrunde siehe diesen Spezialartikel.
Seit 1. April 2022 kannten die Franzosen ihre Gegner in der Weltmeisterschafts-Vorrundengruppe D; im November trafen sie auf Dänemark, Tunesien sowie einen der zum Auslosungszeitpunkt noch nicht feststehenden Interkontinentalqualifikanten (Vereinigte Arabische Emirate, Australien oder Peru, von denen sich im Sommer Australien durchsetzte). Der Zufall wollte es, dass Dänemark, Australien und Peru schon bei der WM 2018 derselben Vorrundengruppe wie Frankreich angehört hatten. Bei der Weltmeisterschaftsendrunde mit dem umstrittenen katarischen Gastgeber überstand die Equipe Tricolore die Gruppenspiele als Tabellenerster, wobei es im brisanten letzten Gruppenspiel gegen Tunesien eine 0:1-Niederlage gab. In der Folge erreichten sie – wie bei der letzten WM-Endrunde auf russischem Boden – das Endspiel, wo der Gegner Argentinien hieß. Dort konnte die französische Nationalmannschaft in der regulären Spielzeit einen 0:2-Rückstand ausgleichen und in der darauffolgenden Verlängerung auch ein 2:3 egalisieren, weshalb das Elfmeterschießen für die Entscheidung herhalten musste; dort behielten die Südamerikaner die Oberhand, weshalb Frankreich die Titelverteidigung nicht gelingen konnte. Näheres siehe hier.
In der Qualifikation für die EM-Endrunde 2024 in Deutschland traf die Équipe Tricolore auf die „Elftal“ aus den Niederlanden, die Iren, Gibraltar sowie Griechenland. Dabei gewann die „Grande Nation“ fast alle Spiele – lediglich im letzten Spiel gegen die Hellenen gab es ein Remis – und qualifizierte sich somit als Gruppensieger für das Turnier im Nachbarland. Die Auslosung der Endrundengruppen bescherte den Franzosen erneut die Niederlande sowie Österreich und Polen als Gegner. Dabei sicherten sich letztere das Ticket für die EM in der Bundesrepublik erst über die Nations-League-Play-offs im März 2024, womit sie zum Zeitpunkt der Auslosung noch nicht als Gegner der französischen Nationalelf feststanden. Die Gruppenphase überstand Frankreich mit lediglich zwei Toren, wobei keiner der Treffer aus dem Spiel heraus erzielt wurde und zudem eines auch ein Eigentor des Österreichers Maximilian Wöber war. In der Folge erreichte „Les Bleus“ das Halbfinale und schied dort gegen die „Furia Roja“ aus Spanien aus.

## Nationaltrainer
Von 1904 (1. offizielles Länderspiel) bis 1919 (Gründung des Fußballverbands FFF) wurde die Nationalmannschaft vom Dachverband Comité Français Interfédéral aufgestellt. Gemeinsames Training der Nationalspieler und damit das Amt eines hauptberuflichen Nationaltrainers waren in der Frühzeit des Fußballs nicht nur in Frankreich unbekannt. Ab 1919 gab es zwar zeitweise – für ein einzelnes Spiel oder ein Turnier (Olympische Spiele, Weltmeisterschaftsendrunde) – einen Trainer, ab 1950/51 auch einen festen, der allerdings – wie Albert Batteux – immer noch hauptsächlich bei einem Verein beschäftigt war. Der Mannschaftskader für jedes Länderspiel wurde bis 1964 von einem Auswahlkomitee der FFF festgelegt, das aus einem oder mehreren „Technischen Direktoren“ bestand. Deshalb wird der Nationaltrainer dort auch heute noch oft als Sélectionneur (Auswählender) bezeichnet.

### Auswahlkomitees der FFF
Insbesondere drei Sélectionneurs haben die Geschicke der Nationalelf maßgeblich beeinflusst, auch wenn abschnittsweise das Auswahlkomitee aus bis zu acht Mitgliedern bestand. Das war zunächst von November 1919 bis zu seinem Tod im Sommer 1958 Gaston Barreau, der diese Funktion von Mai 1936 bis April 1945 sogar alleinverantwortlich innehatte. Barreau wurde im Herbst 1956 allerdings „entmachtet“, ohne seinen Sitz im Gremium zu verlieren, und durch Paul Nicolas ersetzt, der bereits von August 1949 bis Dezember 1953 und erneut seit September 1954 dazugehörte. Nach Nicolas’ frühem Tod trat Georges Verriest im Juni 1959 zunächst in das Komitee ein und übernahm ab Oktober 1960 bis zum Juli 1964 auch dessen Stellung als Alleinverantwortlicher.
Außer diesen dreien gab es in dem Auswahlgremium auch einige weitere, bekannte Ex-Nationalspieler, namentlich Gabriel Hanot (März bis Dezember 1920, April 1945 bis August 1949), Jean Rigal (Juli 1922 bis Mai 1936, August 1949 bis Oktober 1956), Lucien Gamblin (nur im Oktober 1923), Henri Bard (November 1924 bis Februar 1930) und Alex Thépot (Dezember 1953 bis Oktober 1960).

### Trainer

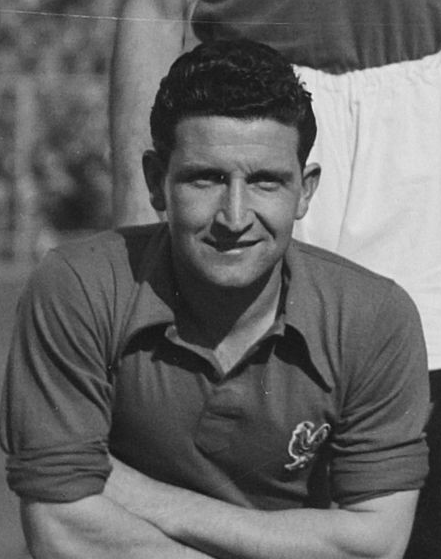
Albert Batteux (1949)

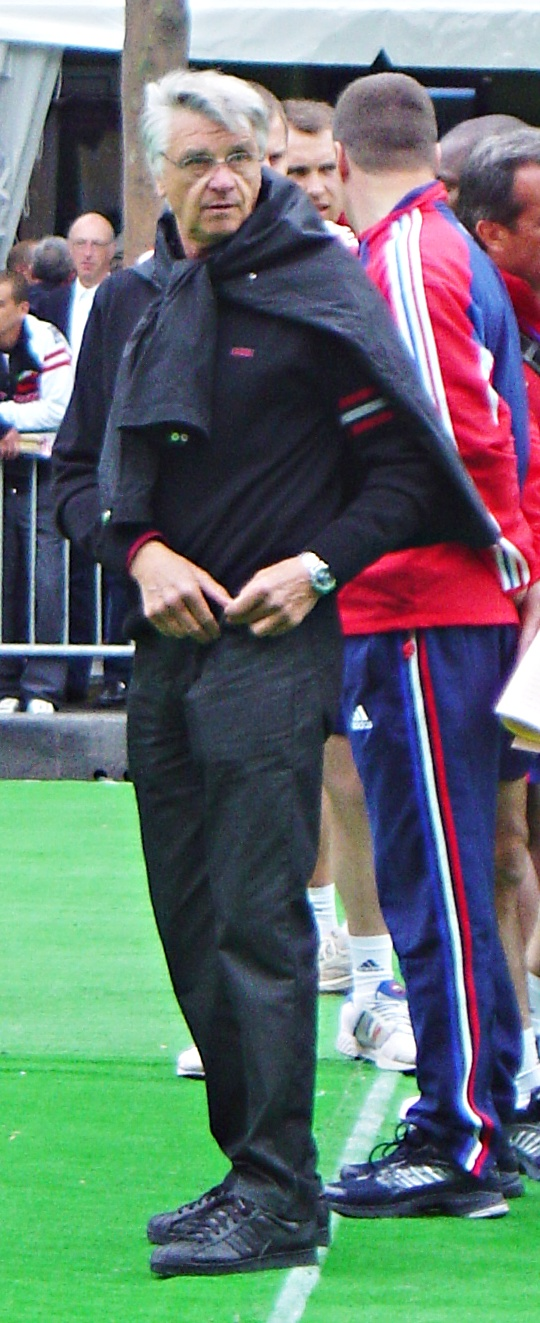
Aimé Jacquet (2005), erster Weltmeistertrainer der Bleus

Am längsten als Nationaltrainer im Amt ist Didier Deschamps, der während seiner bisher mehr als zehn Jahre bei 138 Spielen die Verantwortung trug. Ihm folgen Michel Hidalgo (achteinhalb Jahre, 76 Spiele), Albert Batteux (gut sieben Jahre, 56 Spiele) sowie Raymond Domenech (sechs Jahre, 79 Spiele).
Deschamps gelang es 2018 als weltweit erst Drittem nach Mário Zagallo und Franz Beckenbauer, sowohl als Spieler als auch als Trainer Weltmeister zu werden.
| Von                | Bis               | Name                         | Spiele  | Jahre |
| ------------------ | ----------------- | ---------------------------- | ------- | ----- |
| 1950/51            | September 1954    | Pierre Pibarot (a)           | etwa 30 | 3     |
| 16. Oktober 1954   | 11. November 1954 | Jules Bigot (a)              | 2       | < 1   |
| 17. März 1955      | 5. Mai 1962       | Albert Batteux (a)           | 56      | 7     |
| 20. Oktober 1962   | 2. September 1966 | Henri Guérin                 | 28      | 4     |
| 3. September 1966  | 20. Januar 1967   | Jean Snella und José Arribas | 4       | < 1   |
| 22. März 1967      | 3. Juni 1967      | Just Fontaine                | 2       | < 1   |
| 17. September 1967 | 6. November 1968  | Louis Dugauguez              | 9       | 1     |
| 2. März 1969       | 26. Mai 1973      | Georges Boulogne             | 31      | 4     |
| 8. September 1973  | 15. November 1975 | Ștefan Kovács                | 15      | 2     |
| 1. Januar 1976     | 27. Juni 1984     | Michel Hidalgo               | 76      | 8     |
| 30. Juni 1984      | 22. Oktober 1988  | Henri Michel                 | 36      | 4     |
| 3. November 1988   | 2. Juli 1992      | Michel Platini               | 29      | 3     |
| 9. Juli 1992       | 25. November 1993 | Gérard Houllier              | 12      | 1     |
| 17. Dezember 1993  | 27. Juli 1998     | Aimé Jacquet                 | 53      | 4     |
| 28. Juli 1998      | 5. Juli 2002      | Roger Lemerre                | 53      | 4     |
| 17. Juli 2002      | 30. Juni 2004     | Jacques Santini              | 28      | 2     |
| 12. Juli 2004      | 22. Juni 2010     | Raymond Domenech             | 79      | 6     |
| 1. Juli 2010       | 30. Juni 2012     | Laurent Blanc                | 27      | 2     |
| 9. Juli 2012       |                   | Didier Deschamps             | 138 (b) | 12    |

Zu erwähnen ist, dass mehrere französische Trainer für die Nationalmannschaften anderer Länder – insbesondere aus dem französischsprachigen Afrika, aber auch aus Arabien und Asien – verantwortlich waren beziehungsweise noch sind. Sechs von ihnen haben es dabei sogar auf eine dreistellige Zahl von Länderspielen gebracht, nämlich Claude Le Roy, Hervé Renard, Bruno Metsu und Philippe Troussier, die im Unterschied zu Henri Michel und Roger Lemerre nie mit Frankreichs A-Elf betraut worden sind. (Stand: 18. Dezember 2022)

## Spieler
Siehe auch die Liste sämtlicher Spieler, die in offiziellen A-Länderspielen für Frankreich eingesetzt wurden.
Bis einschließlich Juni 2017 hatten knapp 900 Fußballer den Nationaldress getragen. Jüngster Nationalspieler der Geschichte ist übrigens nicht, wie häufig zitiert, Maryan Wisnieski, und auch nicht René Gérard. Ob Julien Verbrugghe bei seinem Debüt im November 1906 noch jünger als Gérard war, ist bisher nicht zweifelsfrei zu klären, da für Verbrugghe unterschiedliche Geburtsdaten genannt werden; einer Quelle zufolge wäre er ein Jahr jünger als Gérard gewesen. Auch Maurice Gastiger trug 1914 als gerade erst 17-Jähriger bereits den Nationaldress, ebenso Warren Zaïre-Emery Ende 2023. Auf die längste Karriere bei den Bleus kann Larbi Ben Barek zurückblicken: zwischen seinem ersten (1938) und seinem letzten Einsatz lagen 15 Jahre und zehn Monate. Bei seinem letzten Spiel (1954 gegen Deutschland) war Ben Barek, für den ebenfalls unterschiedliche Geburtsjahrsangaben existieren, 37 oder 40 Jahre alt; je nachdem ist er bis heute auch einer der drei ältesten Spieler, die je den blauen Dress getragen haben. Die beiden anderen sind die Torhüter Bernard Lama (37 Jahre, 5 Monate) und Steve Mandanda (37 Jahre, 8 Monate).
Auf die meisten Einsätze in WM-Endrunden kam Hugo Lloris (20 Spiele von 2010 bis 2022), gefolgt von Antoine Griezmann (19, 2014 bis 2022), Olivier Giroud und Raphaël Varane (beide 18, 2014 bis 2022), Fabien Barthez (17, 1998 bis 2006), Lilian Thuram, Thierry Henry (je 16, 1998 bis 2006 bzw. 2010) und Maxime Bossis (15, 1978 bis 1986). Den kürzesten Auftritt im blauen Trikot hat Franck Jurietti zu verzeichnen: im Oktober 2005 gegen Zypern wurde er fünf Sekunden vor dem Schlusspfiff eingewechselt.

### Aktueller Kader
Die Tabelle nennt die französischen Fußballspieler, die von Nationaltrainer Didier Deschamps in den Nationalmannschaftskader für die Finalspiele de UEFA-Nations League, u.a. gegen Spanien am 5. Juni 2025, berufen wurden.
Stand der Leistungsdaten: 26. März 2024, nach dem Spiel gegen Kroatien
| Nr. | Name                | Verein              | Geburtstag | Spiele | Tore |
|     | Tor                 | Tor                 | Tor        | Tor    |      |
| --- | ------------------- | ------------------- | ---------- | ------ | ---- |
| 30  | Mike Maignan        | AC Mailand          | 03.07.1995 | 030    | 0    |
| 1   | Brice Samba         | Stade Rennes        | 26.04.1994 | 03     | 0    |
|     | Lucas Chevalier     | OSC Lille           | 06.11.2001 | 0      | 0    |
|     | Abwehr              |                     |            |        |      |
|     | Loïc Badé           | FC Sevilla          | 11.04.2000 | 0      | 0    |
|     | Lucas Digne         | Aston Villa         | 20.07.1993 | 051    | 0    |
|     | Malo Gusto          | FC Chelsea          | 19.05.2003 | 01     | 0    |
|     | Lucas Hernández     | Paris Saint-Germain | 14.02.1996 | 037    | 0    |
| 22  | Theo Hernández      | AC Mailand          | 06.10.1997 | 037    | 02   |
| 24  | Ibrahima Konaté     | FC Liverpool        | 25.05.1999 | 022    | 0    |
|     | Pierre Kalulu       | Juventus Turin      | 05.06.2000 | 0      | 0    |
|     | Clément Lenglet     | Atlético Madrid     | 17.06.1995 | 015    | 01   |
| 02  | Benjamin Pavard     | Inter Mailand       | 28.03.1996 | 055    | 05   |
|     | Mittelfeld          |                     |            |        |      |
|     | Mattéo Guendouzi    | Lazio Rom           | 14.04.1999 | 013    | 02   |
|     | Manu Koné           | AS Rom              | 17.05.2001 | 06     | 0    |
| 14  | Adrien Rabiot       | Olympique Marseille | 03.04.1995 | 051    | 06   |
| 08  | Aurélien Tchouaméni | Real Madrid         | 27.01.2000 | 040    | 08   |
|     | Warren Zaïre-Emery  | Paris Saint-Germain | 08.03.2006 | 07     | 01   |
|     | Angriff             |                     |            |        |      |
|     | Bradley Barcola     | Paris Saint-Germain | 02.11.2002 | 013    | 02   |
|     | Rayan Cherki        | Olympique Lyon      | 17.08.2003 | 0      | 0    |
| 11  | Ousmane Dembélé     | Paris Saint-Germain | 15.05.1997 | 055    | 07   |
|     | Désiré Doué         | Paris Saint-Germain | 03.06.2005 | 01     | 0    |
| 10  | Kylian Mbappé       | Real Madrid         | 20.12.1998 | 088    | 48   |
| 12  | Randal Kolo Muani   | Juventus Turin      | 05.12.1998 | 029    | 08   |
|     | Michael Olise       | FC Bayern München   | 12.12.2001 | 06     | 01   |
| 26  | Marcus Thuram       | Inter Mailand       | 06.08.1997 | 029    | 02   |

### Chronologie der Rekordnationalspieler

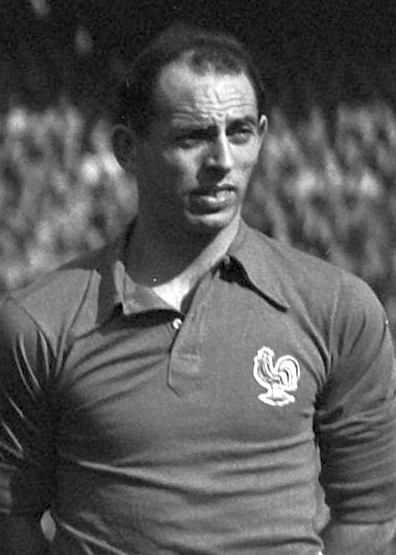
Roger Marche (1949)

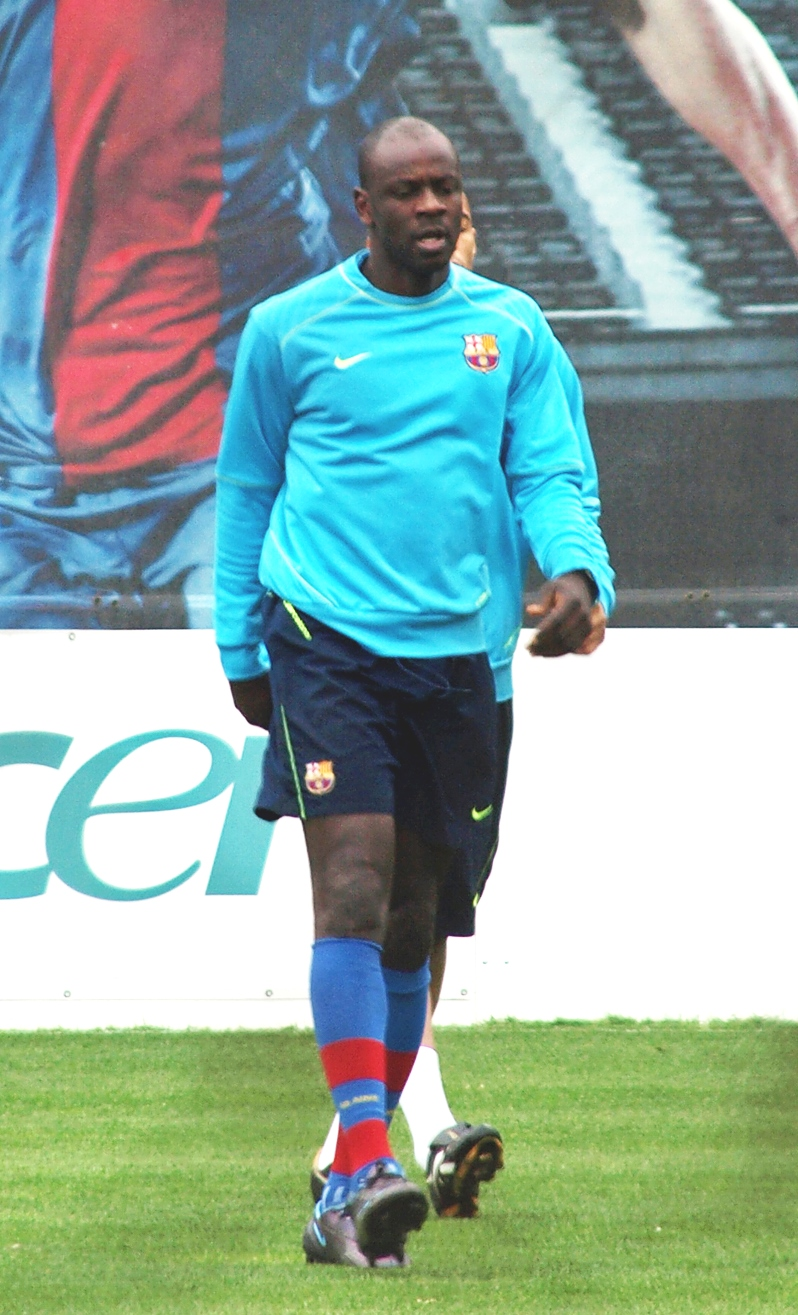
Lilian Thuram (2008)

Als erster französischer Spieler erreichte Jean Rigal im April 1911 eine zweistellige Zahl von sogenannten Caps, d. h. Einsätzen für die Nationalelf; als erstem Franzosen gelang Didier Deschamps im Sommer 2000 die Aufnahme in den sogenannten „Hunderter-Club“.
| Name und Zeitraum seiner Länderspiele | Zahl der Spiele | Rekordhalter von … bis | Rekordhalter für … Jahre |
| ------------------------------------- | --------------- | ---------------------- | ------------------------ |
| Jean Rigal (1909–1912)                | 11              | 1911–1913              | 2                        |
| Jean Ducret (1910–1914)               | 20              | 1913–1923              | 10                       |
| Raymond Dubly (1913–1925)             | 31              | 1923–1928              | 5                        |
| Jules Dewaquez (1920–1929)            | 41              | 1928–1938              | 10                       |
| Étienne Mattler (1930–1940)           | 46              | 1938–1955              | 17                       |
| Roger Marche (1947–1959)              | 63              | 1955–1983              | 28                       |
| Marius Trésor (1971–1983)             | 65              | 1983–1985              | 2                        |
| Maxime Bossis (1976–1986)             | 76              | 1985–1992              | 7                        |
| Manuel Amoros (1982–1992)             | 82              | 1992–1999              | 7                        |
| Didier Deschamps (1989–2000)          | 103             | 1999–2003              | 4                        |
| Marcel Desailly (1993–2004)           | 116             | 2003–2006              | 3                        |
| Lilian Thuram (1994–2008)             | 142             | 2006–2022              | 16                       |
| Hugo Lloris (2008–2022)               | 145             | seit 2022              |                          |

In der Liste der häufigsten Nationalelfeinsätze folgen hinter Lloris und Thuram Olivier Giroud, Antoine Griezmann (je 137), Thierry Henry (123), Desailly (116), Zinédine Zidane (108), Patrick Vieira (107), Deschamps (103), Laurent Blanc, Bixente Lizarazu, Karim Benzema (je 97), Raphaël Varane (93), Sylvain Wiltord (92) und Paul Pogba (91).
Thierry Henry war bis 2022 auch der einzige Franzose, der in vier Weltmeisterschaftsendrunden (1998 sechs, 2002 zwei, 2006 sieben, 2010 zwei Spiele) eingesetzt wurde; mittlerweile gilt dies auch für Lloris (2010, 2014, 2018 und 2022), der Henry hinsichtlich der Zahl von WM-Einsätzen sogar übertroffen hat. – Bei Europameisterschaftsendrunden ist Lilian Thuram der französische Rekordhalter; er hat an vier Turnieren teilgenommen und kam dabei in 16 Begegnungen zum Einsatz (1996 und 2000 je fünf, 2004 vier, 2008 zwei Spiele).
Von den aktuellen Nationalspielern haben Kylian Mbappé (84) sowie N’Golo Kanté (61), Kingsley Coman (54) und Benjamin Pavard (52) die meisten Einsätze vorzuweisen. (Stand: 9. Juli 2024)
Griezmann hält einen anderen Rekord: Er war seit August 2017 in 84 aufeinanderfolgenden Länderspielen der Bleus eingesetzt worden, ehe er im März 2024 seine Teilnahme aus Verletzungsgründen absagen musste. Sein Vorgänger Vieira hatte es zwischen 1999 und 2002 auf eine Serie von 44 Partien ohne Unterbrechung gebracht.

### Erfolgreichste Torschützen
Erster französischer Torschütze überhaupt war 1904 Louis Mesnier, der in 14 Länderspielen sechsmal traf. Im März 1929 erreichte Paul Nicolas als erster Franzose die Marke von 20 Treffern; ihn übertraf im Juni 1938 sein Namensvetter Jean. Gut zwei Jahrzehnte später, im November 1959, setzte sich Just Fontaine an die Spitze dieser Auflistung, als er gegen Portugal seine Tore Nummer 22 bis 24 erzielte, denen er noch sechs weitere folgen ließ. Ihn löste während der EM 1984 Michel Platini als erfolgreichster Torschütze der Nationalmannschaft ab und erhöhte seine Trefferanzahl bis zum Ende seiner Länderspielkarriere auf 41. Im Oktober 2007 überbot dann Thierry Henry diese Rekordmarke. Während des Spiels Frankreich gegen Australien bei der Fußballweltmeisterschaft 2022 zog Olivier Giroud mit Henry gleich, indem er zwei Treffer erzielte; zwölf Tage danach überholte er ihn dann.
Die meisten Tore in einem einzelnen Spiel erzielte bereits 1913 Eugène Maës; seine fünf Treffer gegen Luxemburg sind bis heute unübertroffen. Lediglich Thadée Cisowski gelang eine solche Zahl noch einmal (1956, gegen Belgien). Viermal erfolgreich waren Jean Sécember (1932), Jean Nicolas (1934), Just Fontaine – im Spiel um Platz drei gegen Deutschland bei der WM 1958 – und jüngst (2021) Kylian Mbappé. Torgefährlichster Abwehrspieler der Bleus ist mit seinen 16 Treffern Laurent Blanc, der in den ersten Jahren seiner Karriere allerdings offensiver aufgestellt wurde.
| Rang | Name                | Zeitraum seiner Länderspiele | Zahl der Treffer | Zahl der Spiele | Quote Tore/Spiel |
| ---- | ------------------- | ---------------------------- | ---------------- | --------------- | ---------------- |
| 1    | Olivier Giroud      | 2011–2024                    | 57               | 137             | 0,42             |
| 2    | Thierry Henry       | 1997–2010                    | 51               | 123             | 0,41             |
| 3    | Kylian Mbappé       | 2017–2024                    | 48               | 84              | 0,57             |
| 4    | Antoine Griezmann   | 2014–2024                    | 44               | 137             | 0,32             |
| 5    | Michel Platini      | 1976–1987                    | 41               | 72              | 0,57             |
| 6    | Karim Benzema       | 2007–2022                    | 37               | 97              | 0,38             |
| 7    | David Trezeguet     | 1998–2008                    | 34               | 71              | 0,48             |
| 8    | Zinédine Zidane     | 1994–2006                    | 31               | 108             | 0,29             |
| 9    | Just Fontaine       | 1953–1960                    | 30               | 21              | 1,43             |
|      | Jean-Pierre Papin   | 1986–1995                    | 30               | 54              | 0,56             |
| 11   | Youri Djorkaeff     | 1993–2002                    | 28               | 82              | 0,34             |
| 12   | Sylvain Wiltord     | 1999–2006                    | 26               | 92              | 0,28             |
| 13   | Jean Vincent        | 1953–1961                    | 22               | 46              | 0,48             |
| 14   | Jean Nicolas        | 1933–1938                    | 21               | 25              | 0,84             |
| 15   | Paul Nicolas        | 1920–1931                    | 20               | 35              | 0,57             |
|      | Éric Cantona        | 1987–1995                    | 20               | 45              | 0,44             |
| 17   | Jean Baratte        | 1944–1952                    | 19               | 32              | 0,59             |
| 18   | Roger Piantoni      | 1952–1961                    | 18               | 37              | 0,49             |
|      | Raymond Kopa        | 1952–1962                    | 18               | 45              | 0,40             |
| 20   | Franck Ribéry       | 2006–2014                    | 16               | 81              | 0,20             |
|      | Laurent Blanc       | 1989–2000                    | 16               | 97              | 0,16             |
| 22   | Eugène Maës         | 1911–1913                    | 15               | 11              | 1,36             |
|      | Hervé Revelli       | 1973–1977                    | 15               | 30              | 0,50             |
|      | Dominique Rocheteau | 1975–1986                    | 15               | 49              | 0,31             |

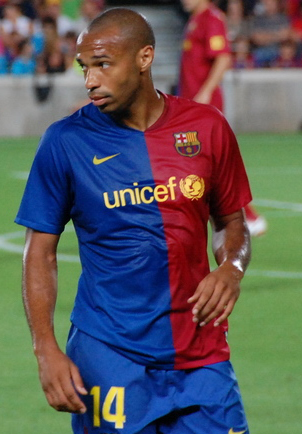
Thierry Henry (2008)

Von der Effizienz, also der Zahl der Treffer pro Einsatz, her liegen drei der vier Top-Schützen (Giroud, Henry und Griezmann) allerdings nicht einmal unter den besten 15 Nationalspielern (nur solche mit mindestens zehn Toren). Hier führen Fontaine (1,43) und Maës (1,36) deutlich vor Thadée Cisowski (0,85), Jean Nicolas (0,84), Ernest Vaast (0,73), Baratte (0,59), Émile Veinante (0,58), Paul Nicolas, Platini, Mbappé (0,57), Papin (0,56) sowie Hervé Revelli (0,50). Von den derzeit aktuellen Angreifern ist Olivier Giroud mit 57 Toren der erfolgreichste vor Kylian Mbappé (48) und Antoine Griezmann (43). (Stand: 9. Juli 2024)

### Spielführer
Insgesamt haben bisher über einhundert Mannschaftskapitäne die französische Elf auf das Spielfeld geführt. Von der Zahl der Begegnungen als Spielführer ragen fünf von ihnen heraus: Hugo Lloris trug die Armbinde seit 2010 in mehr als 115 Länderspielen, gefolgt von Didier Deschamps (54, 1994–2000), Michel Platini (50, 1979–1987), Marcel Desailly (49, 1995–2004) sowie Roger Marche (42, 1950–1959). Zwischen den Weltkriegen hatte Paul Nicolas (18, 1925–1931), vor dem Ersten Weltkrieg Jean Ducret (12, 1910–1914) die Kapitänsrolle am häufigsten inne.
Jüngster Mannschaftskapitän in der französischen Länderspielgeschichte war Étienne Jourde, der seine Elf 1910 gegen Belgien mit 20 Jahren und drei Monaten auf den Rasen führte. Eine dem deutschen Ehrenspielführer vergleichbare Auszeichnung hat die FFF bisher nicht vergeben. (Stand: 13. Juni 2022)

### Nationalspieler für zwei Länder
Das Thema von Doppelstaatsbürgern betraf auch die französische Nationalelf schon sehr frühzeitig. Erster in einer langen Reihe war Félix Romano, der 1894 als Sohn eines Schweizers und einer Französin in Argentinien zur Welt kam, 1911 nach Frankreich zog und dort 1913 zum Nationalspieler wurde. Ab 1918 spielte er in Italien, erhielt nach drei Jahren die dortige Staatsbürgerschaft, nannte sich fortan Felice und bestritt anschließend fünf Länderspiele für die Azzurri.
Nächster in dieser Reihe war Ivan Bek, der ab 1928 beim FC Sète spielte, zwischen 1927 und 1931 sieben Partien für Jugoslawien bestritt (darunter bei der ersten Weltmeisterschaft), 1931 in Frankreich naturalisiert wurde und als Yvan Beck zwischen 1935 und 1937 fünfmal den blauen Dress trug. Im selben Zeitraum kam Pierre Duhart zu sechs Länderspielen, der Anfang der 1930er als Pedro Duhart zweimal für Uruguay aufgelaufen war und zu denjenigen gehörte, die aufgrund eines internationalen Abkommens der französischen mit mehreren südamerikanischen Regierungen nach drei Jahren automatisch Franzosen wurden, wenn sie Nachkommen ehemaliger französischer Auswanderer waren. Dies traf 1937 auch auf Michel Lauri (als Miguel Angel Lauri zuvor zehnmal für Argentinien) und – ebenfalls für die Albiceleste – in den frühen 1960ern auf Héctor De Bourgoing zu.
Bereits Ende der 1930er Jahre waren es ehemalige Österreicher, die anschließend für die Bleus spielten, so Rudi „Rodolphe“ Hiden und Heinrich „Henri“ Hiltl, die beide zuvor zum Spielerkreis des Wunderteams gehört hatten. In umgekehrter Reihenfolge gab es gut zwei Jahrzehnte später einige ehemalige französische Nationalspieler, die nach der Unabhängigkeit ihres jeweiligen Heimatlandes auch noch für Marokko (Abderrahman Mahjoub) beziehungsweise Algerien (Rachid Mekhloufi, Mustapha Zitouni, die beide zudem zwischen 1958 und 1962 für die FLN-„Unabhängigkeitself“ aktiv gewesen waren, sowie Mahi Khennane) aufliefen.
Ein besonderer Fall ist Michel Platini. Nach 72 Partien in Blau, die letzte 1987, kam er 1988 in einer Freundschaftsbegegnung gegen die UdSSR für Kuwait zum Einsatz, und obwohl er dessen Staatsbürgerschaft nicht besaß, zählt die FIFA dies als offizielle Begegnung.
Nachdem der Weltverband die Regeln für Spieler mit zwei Staatsbürgerschaften neu gefasst hat, haben im 21. Jahrhundert zwei weitere Franzosen auch noch ein anderes Nationaltrikot getragen: Geoffrey Kondogbia für die Zentralafrikanische Republik und Paul-Georges Ntep für Kamerun.

## Austragungsorte und Länderspielgegner

### Heimstadien

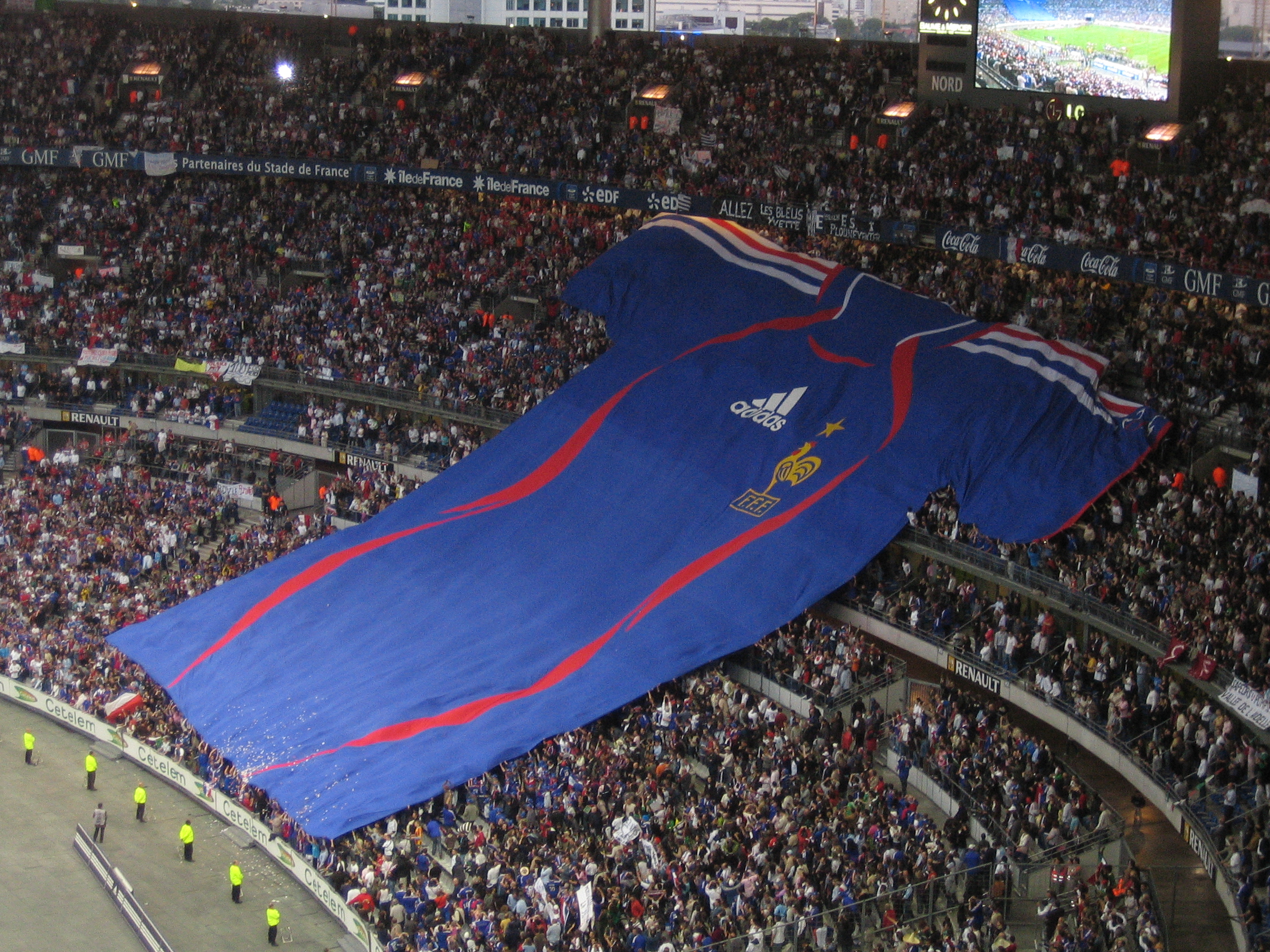
Das Stade de France, in Blau gekleidet

Ihre Heimspiele tragen die Franzosen in aller Regel in einem der großen Stadien der Metropolregion Paris aus; das war unmittelbar nach dem Ersten Weltkrieg häufig das Stade Pershing, anschließend das Stade Olympique Yves-du-Manoir in Colombes oder der Parc des Princes. Im Prinzenpark fand auch das erste französische Länderspiel unter Flutlicht statt (am 26. März 1952, 0:1 gegen Schweden), und im November 2021 kehrten die Bleus für eine einzelne Partie dorthin zurück. Seit 1998 ist das Stade de France in Saint-Denis das „Nationalstadion“, in dem die Bleus im September 2019 gegen Andorra zum einhundertsten Mal antraten. Allerdings weicht der französische Verband davon gelegentlich auch ab und vergibt Länderspiele in ein Stadion der anderen Ballungsräume, um so zu verdeutlichen, dass die Équipe Tricolore die Mannschaft des ganzen Landes ist; das Stade Vélodrome in Marseille hat die Bleus 17 Mal empfangen, auch in Nantes, Lyon/Décines-Charpieu (je zehn Spiele), Lens (neun), Saint-Étienne, Toulouse (je sieben), Montpellier, Bordeaux und Nice (Nizza) (je fünf) waren sie schon häufiger Gastgeber. Begegnungen mit weniger attraktiven Teams werden sogar vereinzelt in kleineren „Provinzstadien“ ausgetragen; auch ein Länderspiel in Monaco (1988) wird dazu gerechnet. Im März 2022 kam es zum 110. Heimspiel in einem außerhalb des Großraums Paris gelegenen Stadion. In Frankreichs überseeischen Besitzungen – was in der FFF-Statistik gleichfalls zu den Heimspielen zählt – ist die Équipe Tricolore bisher nur zweimal angetreten, und zwar 2005 gegen Costa Rica in Fort-de-France auf Martinique sowie Anfang Juni 2010 anlässlich eines Testspiels im unmittelbaren Vorfeld der WM in Saint-Pierre auf Réunion gegen China.
Mit Abstand häufigster Spielort außerhalb des eigenen Landes ist Brüssel mit 34 Partien, gefolgt von London (16), Luxemburg (11), Genève, Stockholm/Solna, Budapest und Wien (je 10), Sofia (9), Dublin, Moskau und Rotterdam (je 8).
Die größte Zuschauerzahl, die einem Spiel der Bleus beiwohnte, fand sich ebenfalls bei einem Auswärtsspiel ein: im April 1949 sahen 125.631 Besucher auf den Rängen des Glasgower Hampden Parks einen 2:0-Sieg Schottlands. Auch zwei weitere Partien zogen über 100.000 Zuschauer an: in Madrids Nuevo Estadio de Chamartín (125.000, März 1955) und in Moskaus W. I. Lenin-Zentralstadion (102.000, Juni 1966). Für ein Spiel auf französischem Boden steht der Rekord bei 80.051 Zuschauern (Juni 2007 im Stade de France, 2:0 gegen die Ukraine). Dagegen wurden nur etwa 300 Menschen Augenzeugen einer französischen 0:7-Niederlage gegen Belgien (Mai 1905 im Brüsseler Stadion Vivier d’Oie). Außerdem spielte während der Corona-Pandemie auch Frankreich 2020 und 2021 wiederholt vor komplett leeren Rängen. (Stand: 13. Juni 2022)

### Häufigste Gegner
Die Nationalmannschaft ist bisher gegen 89 Gegner aus sämtlichen Kontinentalverbänden der FIFA angetreten (siehe die chronologische Liste sämtlicher Länderspiele mit zusätzlichen Statistiken zu allen Kontrahenten und den Austragungsorten). Die letzte Premiere gegen einen neuen Gegner gab es im März 2021 gegen Kasachstan.
Mit Abstand am häufigsten trafen die Franzosen auf Belgien (76 Begegnungen), das zugleich auch ihr erster Länderspielpartner war; es folgen England (41), (c) Italien, die Schweiz (je 39), Spanien (37), Deutschland (d) (32), Portugal, die Niederlande (je 28), Jugoslawien (d), Österreich (je 26), Schweden, Bulgarien, Ungarn (je 23), die Tschechoslowakei (d) (20), UdSSR/Russland, Luxemburg (je 19), Rumänien, Irland, Dänemark, Polen (je 17), Norwegen, Schottland (je 16) sowie Island (15). Bei den außereuropäischen Gegnern liegt Brasilien (15, nach anderer Zählung 16) vor Argentinien (13), Uruguay (10), Israel (9), Mexiko (7), Japan (6), Marokko, Chile und Australien (je 5). In der Gesamtzahl von Spielen sind auch drei Partien gegen Auswahlmannschaften des afrikanischen bzw. nord- und zentralamerikanischen Kontinentalverbands – diese beiden Spiele fanden 1972 anlässlich des brasilianischen Unabhängigkeits-Cups (Taça Independência, auch „Mini-Copa“ genannt) statt – sowie des Weltverbandes (die „FIFA World Stars“ im August 2000) enthalten.
Die französische Länderspielbilanz mit diesen häufigsten Gegnern ist gegenüber der Schweiz, Deutschland, Österreich, Portugal, Bulgarien, den Niederlanden, Schweden, Polen, Irland, Norwegen, Rumänien, Luxemburg, Dänemark und Island – wie auch bezüglich Israel, Mexiko, Japan und Marokko – positiv sowie gegenüber Schottland, UdSSR/Russland, Chile und Uruguay ausgeglichen. Eine statistische Besonderheit findet sich bezüglich Belgiens, gegen das die Franzosen zumindest in Freundschaftsbegegnungen vor eigenem Publikum seit Juni 1947 – mithin seit mehr als sieben Jahrzehnten – nicht mehr haben gewinnen können (sieben Unentschieden und fünf Niederlagen).
Überraschend selten ist es hingegen bisher zu offiziellen A-Länderspielen gegen die Nationalmannschaften aus dem ehemaligen Französisch-Nordafrika gekommen: außer fünf Spielen gegen Marokko (Unabhängigkeit 1956, erste Begegnung 1988) stehen fünf gegen Tunesien (Unabhängigkeit 1956, erste Begegnung 1978) und sogar erst eins gegen Algerien (Unabhängigkeit 1962, erste Begegnung 2001) zu Buche, wobei gegen Algerien Zuschauerausschreitungen zum einzigen Spielabbruch der französischen Länderspielgeschichte führten. Ähnlich spärlich sind die Aufeinandertreffen mit Frankreichs ehemaligen westafrikanischen Kolonien gesät: drei Spiele sowohl gegen Kamerun als auch gegen die Elfenbeinküste und je eines gegen den Senegal und Togo. Dabei waren eines der Kamerun-Spiele sowie die Begegnungen gegen Togo und den Senegal nicht aufgrund einer freiwilligen Vereinbarung, sondern als Pflichtspiele bei Interkontinentalturnieren zustande gekommen. (Stand: 25. Juni 2022)
| 1. 15. März 1931 in Paris: 1:0 2. 19. März 1933 in Berlin: 3:3 3. 17. März 1935 in Paris: 1:3 4. 21. März 1937 in Stuttgart: 0:4 5. 5. Oktober 1952 in Stuttgart: 3:1 6. 16. Oktober 1954 in Hannover: 3:1 7. 28. Juni 1958 in Göteborg (WM, Spiel um Platz 3): 6:3 8. 26. Oktober 1958 in Paris: 2:2 9. 24. Oktober 1962 in Stuttgart: 2:2 10. 27. September 1967 in Berlin: 1:5 11. 25. September 1968 in Marseille: 1:1 12. 13. Oktober 1973 in Gelsenkirchen: 1:2 13. 23. Februar 1977 in Paris: 1:0 14. 19. November 1980 in Hannover: 1:4 15. 8. Juli 1982 in Sevilla (WM-Halbfinale Nacht von Sevilla): 3:3 n. V., 4:5 i. E. 16. 18. April 1984 in Straßburg: 1:0 17. 25. Juni 1986 in Guadalajara (WM-Halbfinale): 0:2 | 1. 12. August 1987 in Berlin: 1:2 2. 28. Februar 1990 in Montpellier: 2:1 3. 1. Juni 1996 in Stuttgart: 1:0 4. 27. Februar 2001 in Saint-Denis: 1:0 5. 15. November 2003 in Gelsenkirchen: 3:0 6. 12. November 2005 in Saint-Denis: 0:0 7. 29. Februar 2012 in Bremen: 2:1 8. 6. Februar 2013 in Saint-Denis: 1:2 9. 4. Juli 2014 in Rio de Janeiro (WM-Viertelfinale): 0:1 10. 13. November 2015 in Saint-Denis: 2:0 11. 7. Juli 2016 in Marseille (EM-Halbfinale): 2:0 12. 14. November 2017 in Köln: 2:2 13. 6. September 2018 in München (Nations-League-Gruppenspiel): 0:0 14. 16. Oktober 2018 in Saint-Denis (Nations-League-Gruppenspiel): 2:1 15. 15. Juni 2021 in München (EM-Gruppenphase): 1:0 16. 12. September 2023 in Dortmund: 1:2 17. 23. März 2024 in Lyon: 0:2 |

| 1. 16. November 1974 in Paris (EM-Qualifikation): 2:2 2. 12. Oktober 1975 in Leipzig (EM-Qualifikation): 1:2 3. 8. Dezember 1984 in Paris (WM-Qualifikation): 1:0 4. 11. September 1985 in Leipzig (WM-Qualifikation): 0:2 | 1. 19. November 1986 in Leipzig (EM-Qualifikation): 0:0 2. 18. November 1987 in Paris (EM-Qualifikation): 0:1 3. 24. Januar 1990 in Kuwait: 3:0 |

| 1. 29. Oktober 1911 in Luxemburg: 4:1 2. 29. April 1913 in Saint-Ouen: 8:0 3. 8. Februar 1914 in Luxemburg: 4:5 4. 15. April 1934 in Luxemburg (WM-Qualifikation): 6:1 5. 20. September 1953 in Luxemburg (WM-Qualifikation): 6:1 6. 17. Dezember 1953 in Paris (WM-Qualifikation): 8:0 7. 4. Oktober 1964 in Luxemburg (WM-Qualifikation): 2:0 8. 6. November 1965 in Marseille (WM-Qualifikation): 4:1 9. 26. November 1966 in Luxemburg (EM-Qualifikation): 3:0 10. 23. Dezember 1967 in Paris (EM-Qualifikation): 3:1 | 1. 7. Oktober 1978 in Luxemburg (EM-Qualifikation): 3:1 2. 25. Februar 1979 in Paris (EM-Qualifikation): 3:0 3. 13. Oktober 1984 in Luxemburg (WM-Qualifikation): 4:0 4. 30. Oktober 1985 in Paris (WM-Qualifikation): 6:0 5. 12. Oktober 2010 in Metz (EM-Qualifikation): 2:0 6. 25. März 2011 in Luxemburg (EM-Qualifikation): 2:0 7. 25. März 2017 in Luxemburg (WM-Qualifikation): 3:1 8. 3. September 2017 in Toulouse (WM-Qualifikation): 0:0 9. 5. Juni 2024 in Metz: 3:0 |

| 1. 19. April 1925 in Paris: 0:4 2. 30. Mai 1926 in Wien: 1:4 3. 12. Februar 1933 in Paris: 0:4 4. 27. Mai 1934 in Turin (WM-Achtelfinale): 2:3 n. V. 5. 24. Januar 1937 in Paris: 1:2 6. 6. Dezember 1945 in Wien: 1:4 7. 5. Mai 1946 in Colombes: 3:1 8. 1. November 1951 in Colombes: 2:2 9. 19. Oktober 1952 in Wien: 2:1 10. 25. März 1956 in Colombes: 3:1 11. 5. Oktober 1958 in Wien: 2:1 12. 13. Dezember 1959 in Colombes (EM-Qualifikation): 5:2 13. 27. März 1960 in Wien (WM-Qualifikation): 4:2 | 1. 7. Oktober 1970 in Wien: 0:1 2. 28. Juni 1982 in Madrid (WM, 2. Runde): 1:0 3. 28. März 1984 in Bordeaux: 1:0 4. 14. Oktober 1992 in Paris (WM-Qualifikation): 2:0 5. 27. März 1993 in Wien (WM-Qualifikation): 1:0 6. 19. August 1998 in Wien: 2:2 7. 28. März 2007 in Saint-Denis: 1:0 8. 6. September 2008 in Wien (WM-Qualifikation): 1:3 9. 14. Oktober 2009 in Saint-Denis (WM-Qualifikation): 3:1 10. 10. Juni 2022 in Wien (Nations League): 1:1 11. 22. September 2022 in Saint-Denis (Nations League): 2:0 12. 17. Juni 2024 in Düsseldorf (EM-Gruppenphase): 1:0 |

| 1. 12. Februar 1905 in Paris: 1:0 2. 8. März 1908 in Genf: 2:1 3. 23. April 1911 in Genf: 2:5 4. 18. Februar 1912 in Saint-Ouen: 4:1 5. 9. März 1913 in Genf: 4:1 6. 8. März 1914 in Saint-Ouen: 2:2 7. 29. Februar 1920 in Genf: 2:0 8. 22. April 1923 in Paris: 2:2 9. 23. März 1924 in Genf: 0:3 10. 25. April 1926 in Colombes: 1:0 11. 11. März 1928 in Lausanne: 3:4 12. 23. März 1930 in Colombes: 3:3 13. 20. März 1932 in Bern: 3:3 14. 11. März 1934 in Paris: 0:1 15. 27. Oktober 1935 in Genf: 1:2 16. 10. Oktober 1937 in Paris: 2:1 17. 8. März 1942 in Marseille: 0:2 18. 8. April 1945 in Lausanne: 0:1 19. 8. Juni 1947 in Lausanne: 2:1 20. 4. Juni 1949 in Colombes: 4:2 | 1. 14. Oktober 1951 in Genf: 2:1 2. 11. November 1953 in Colombes: 2:4 3. 9. Oktober 1955 in Basel: 2:1 4. 16. April 1958 in Paris: 0:0 5. 12. Oktober 1960 in Basel: 2:6 6. 11. November 1963 in Paris: 2:2 7. 3. Mai 1970 in Basel: 1:2 8. 23. April 1977 in Genf: 4:0 9. 19. August 1986 in Lausanne: 0:2 10. 2. Februar 1988 in Toulouse: 2:1 11. 27. Mai 1992 in Lausanne: 1:2 12. 20. August 2003 in Genf: 2:0 13. 21. Juni 2004 in Coimbra (EM-Vorrunde): 3:1 14. 26. März 2005 in Saint-Denis (WM-Qualifikation): 0:0 15. 8. Oktober 2005 in Bern (WM-Qualifikation): 1:1 16. 13. Juni 2006 in Stuttgart (WM-Vorrunde): 0:0 17. 20. Juni 2014 in Salvador da Bahia (WM-Vorrunde): 5:2 18. 19. Juni 2016 in Villeneuve-d’Ascq (EM-Vorrunde): 0:0 19. 28. Juni 2021 in Bukarest (EM-Achtelfinale): 3:3 n. V. (4:5 i. E.) |

| 1. 20. April 1952 in Saarbrücken: 1:0 2. 5. Oktober 1952 in Strasbourg: 1:3 | 1. 17. Oktober 1954 in Lyon: 4:1 2. 9. Oktober 1955 in Saarbrücken: 5:7 |

| 1. 11. Oktober 1924 in Paris: 0:3 2. 18. Oktober 1924 in Dresden: 1:4 | 1. 27. Mai 1928 in Paris: 2:6 2. 28. Mai 1928 in Saint-Gervais: 1:8 |

## Ausrüster, Fernsehübertragungsrechte und Sponsoren
Seit 1972 war Adidas der Hauptausrüster der französischen Nationalmannschaften, der für dieses Recht bis Ende 2010 jährlich 10,5 Millionen Euro (zuzüglich Prämien) bezahlte. 2011 trat Nike an dessen Stelle und überwies dafür – zunächst bis 2018 – 42,66 Millionen Euro per annum an die FFF, wozu jeweils noch Ausrüstungsgegenstände im Wert von 2,5 Millionen Euro hinzukamen. Diese Zahlung erhöht sich für den Zeitraum 2018 bis 2026 auf 50 Millionen Euro jährlich.
Als erste Fernsehübertragung eines französischen Länderspiels war 1954 die Begegnung in Hannover gegen Deutschland auf ORTF zu sehen. Seit 1987 besitzt der TV-Sender TF1 die Übertragungsrechte, der dafür inzwischen jährlich 45,35 Millionen Euro an die FFF überweist.
Außer Nike und TF1 unterstützen weitere Unternehmen die Nationalmannschaft finanziell. Sogenannte Hauptsponsoren mit jährlichen Zahlungen in Höhe von je vier Millionen Euro p. a. sind Crédit Agricole, GDF Suez und PMU, als Nebensponsoren Groupe Carrefour, Citroën, SFR und Sport 2000 für je 1,4 Millionen Euro. Dazu kommt ein Pool von vier weiteren Unternehmen mit je 500.000 Euro. Nach dem Fiasko der Bleus bei der WM in Südafrika sind die Verträge allerdings auf Druck der Sponsoren ergänzt worden und enthalten seither eine zusätzliche Malus-Regelung, wonach der Verband bei einem Ansehensverlust der Mannschaft bis zu 10 % der Sponsoringgelder erstatten muss. Mit der regelmäßigen Ermittlung des Images wurde eigens ein Meinungsforschungsinstitut beauftragt.

## Frankreich bei den Olympischen Spielen
Bereits 1900 bei den im Rahmen der Weltausstellung stattfindenden Olympischen Spielen nahm eine französische Mannschaft am Fußballwettbewerb teil, wie auch bei anderen Mannschaftswettbewerben vertreten durch ein Vereinsteam. Dies war der französische Vizemeister von 1900, der Club Français Paris, weil in den Reihen des Meisters Le Havre AC mehrere Briten standen. Im ersten olympischen Fußballspiel am 20. September im Vélodrome de Vincennes wurde gegen die britische Mannschaft von Upton Park F.C. vor 500 Zuschauern mit 0:4 verloren, im zweiten am 23. September konnte die belgische Studentenauswahl vor 1500 Zuschauern mit 6:2 besiegt werden. Ursprünglich als separate Spiele angesetzt, wurde das französische Team vom IOC nachträglich auf den 2. Platz gesetzt. Mit Fernand Canelle spielte auch einer der dabei eingesetzten Spieler beim ersten offiziellen Länderspiel Frankreichs am 1. Mai 1904 mit.
Bei den Zwischenspielen in Athen 1906 standen zwar einige französische Spieler im Team aus Smyrna, französische Mannschaften nahmen aber erst 1908 wieder offiziell teil. Da die böhmische Mannschaft auf Druck der österreichischen Regierung nicht teilnehmen durfte, erreichte die französische A-Mannschaft kampflos das Halbfinale, während die B-Mannschaft Dänemark im Viertelfinale mit 0:9 unterlag. Noch schlechter erging es der A-Mannschaft im Halbfinale gegen Dänemark: Das 1:17 ist bis heute die höchste Niederlage einer europäischen Mannschaft in einem Länderspiel.
Nachdem Frankreich 1912 kurzfristig abgesagt hatte, nahm es 1920 wieder teil. Im Viertelfinale wurde Italien mit 3:1 besiegt, im Halbfinale unterlag Frankreich der Tschechoslowakei. Da diese im Finale kurz vor der Halbzeitpause das Spiel verließ und somit disqualifiziert wurde, war die französische Elf wegen des in einer Abwandlung des Bergvall-Systems ausgetragenen Turniers ebenfalls ausgeschieden.
Bei den Spielen 1924 startete Frankreich im Achtelfinale im Stade de Paris vor 15.000 Zuschauern mit einem 7:0 gegen Lettland, musste dann aber im Viertelfinale vor 45.000 Zuschauern (höchste Zuschauerzahl bei diesem Fußballturnier) beim ersten Länderspiel gegen eine außereuropäische Mannschaft die Überlegenheit der Uruguayer anerkennen, die mit 5:1 gewannen und später Olympiasieger wurden. 1928 war für Frankreich bereits im Achtelfinale Schluss, als man Italien mit 3:4 unterlag.
An den folgenden Spielen nahm nicht mehr die A-, sondern die Amateurmannschaft teil. Diese erreichte noch dreimal das Viertelfinale (1948, 1968 und 1976); 1984 konnte Frankreich durch die Olympiamannschaft als erste Nation in einem Jahr sowohl die Europameisterschaft als auch die olympische Goldmedaille gewinnen.

## Auszeichnungen
Die italienische Sportzeitung Gazzetta dello Sport wählte die französische Nationalmannschaft in den Jahren 1998, 2000 und 2018 zur „Weltmannschaft des Jahres“.